# Chemin des cimes

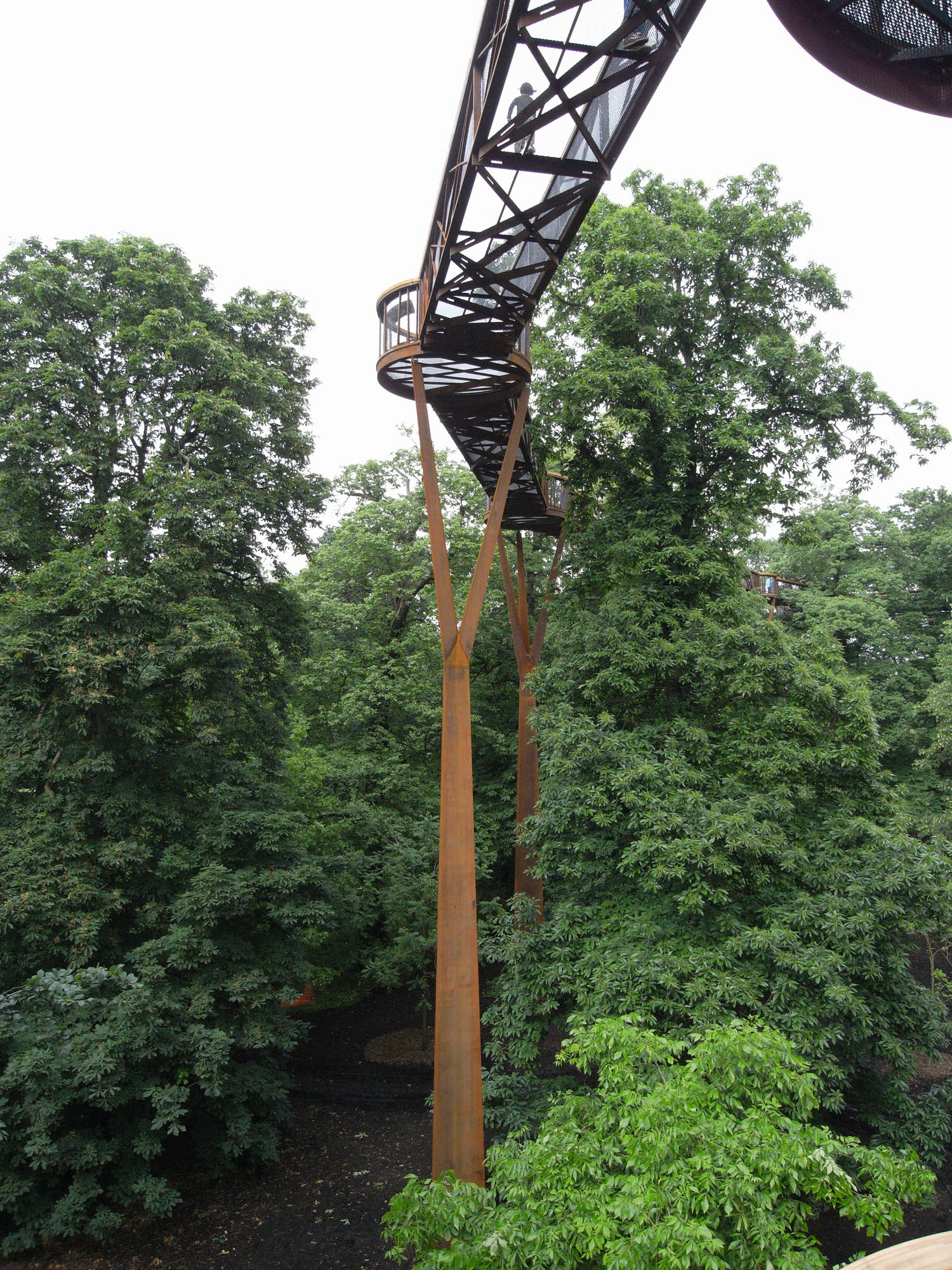
Chemin suspendu des Jardins botaniques royaux de Kew.

Un chemin des cimes, appelé également parfois chemin suspendu ou chemin dans la canopée, ce dernier par traduction littérale de l'anglais canopy walkway ou treetop walkway, est un itinéraire surélevé traversant une forêt, permettant à des visiteurs de découvrir les arbres d'un point de vue inhabituel. Il peut être associé à un sentier d'interprétation ainsi qu'à un parcours acrobatique en hauteur, mais n'a pas pour fonction primordiale une activité culturelle ni sportive.

## Histoire
Le premier chemin des cimes, installé à des fins de recherche scientifique, est construit en Malaisie en 1968. Des versions améliorées, et en particulier plus légères, sont créées au cours des années 1970 par Andrew Mitchell au Zaïre, en Papouasie-Nouvelle-Guinée et de nouveau en Malaisie. À partir de la fin des années 1980, ces structures se multiplient et sont ouvertes au public.

## Caractéristiques
Les chemins suspendus peuvent, au sens strict, être des ponts suspendus, ou employer d'autres techniques. Beaucoup d'entre eux sont en bois, mais d'autres utilisent des structures métalliques.
Certains itinéraires comprennent une tour d'observation.

## Réalisations

### Allemagne

#### Bade-Wurtemberg
- Waldkirch en Forêt-Noire : Ouvert le 10 avril 2009, il mesure environ 200 m de long et 23 m de haut.
- Bad Wildbad en Forêt-Noire, sur le Sommerberg (Baumwipfelpfad Schwarzwald) : Ouvert le 26 septembre 2014, il mesure environ 1 250 mètres de long et 20 m de haut. La tour d'observation fait 38,5 m de haut[1].

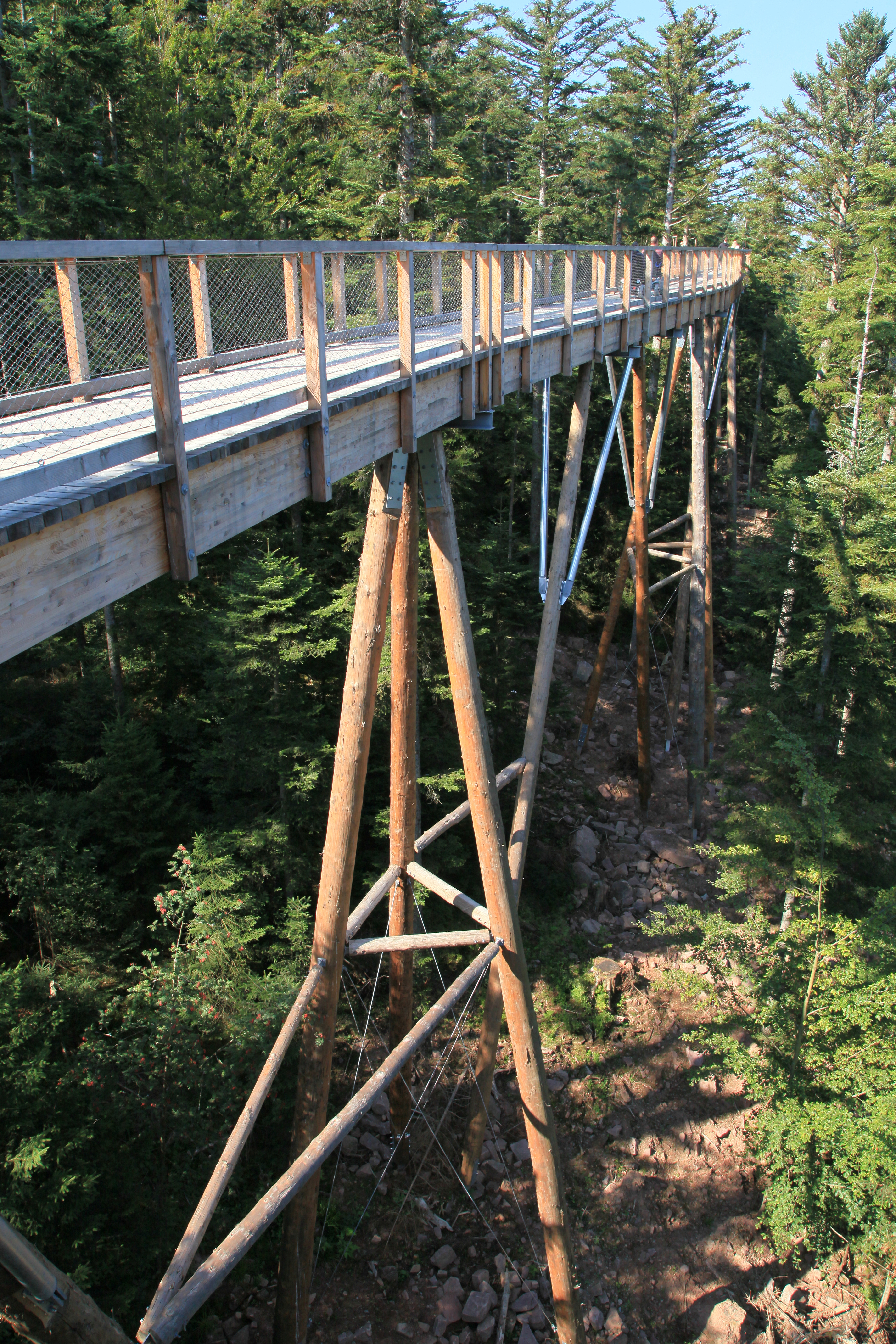
Promenade dans les arbres à Bad Wildbad
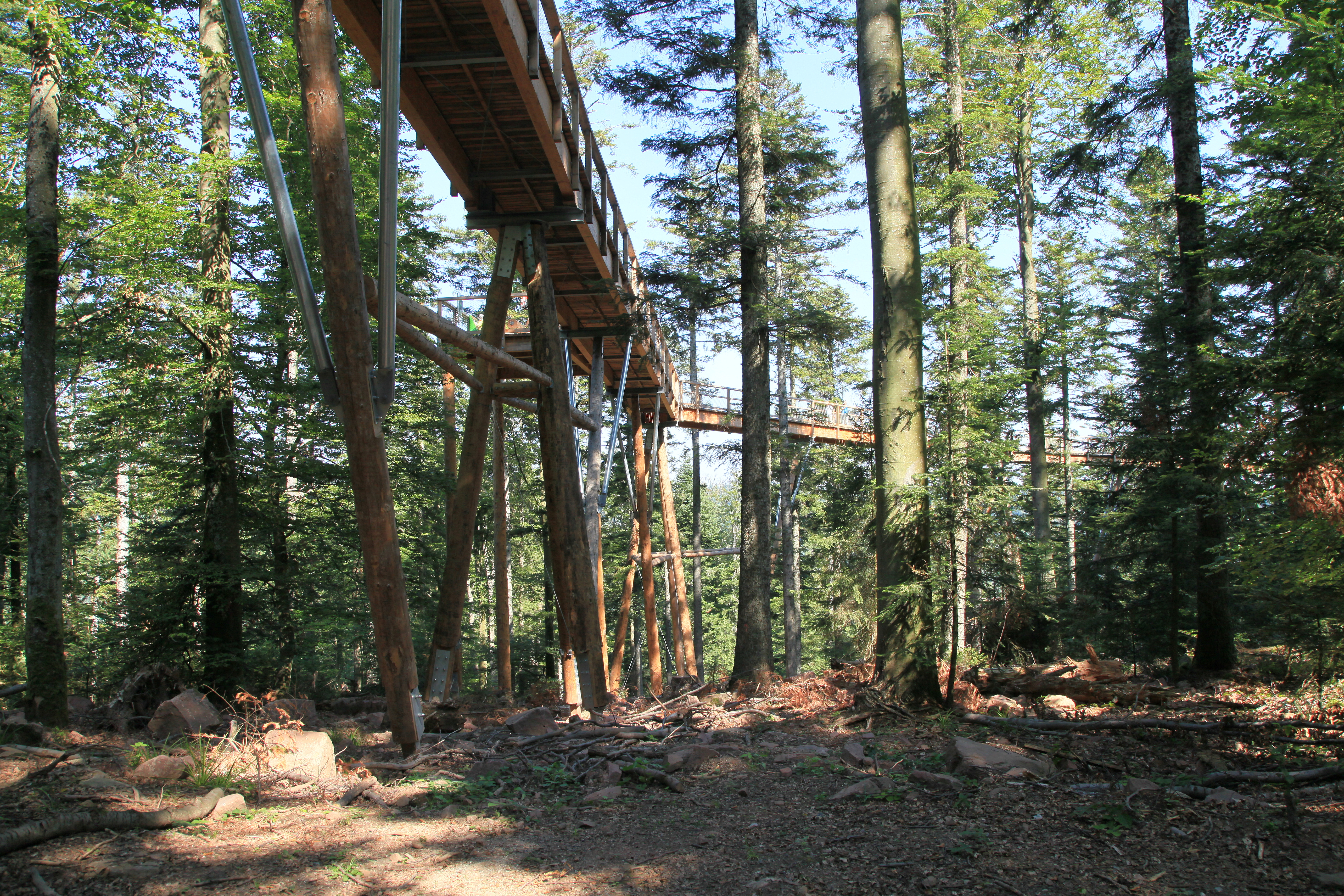
Le chemin suspendu du Baumwipfelpfad Schwarzwald.
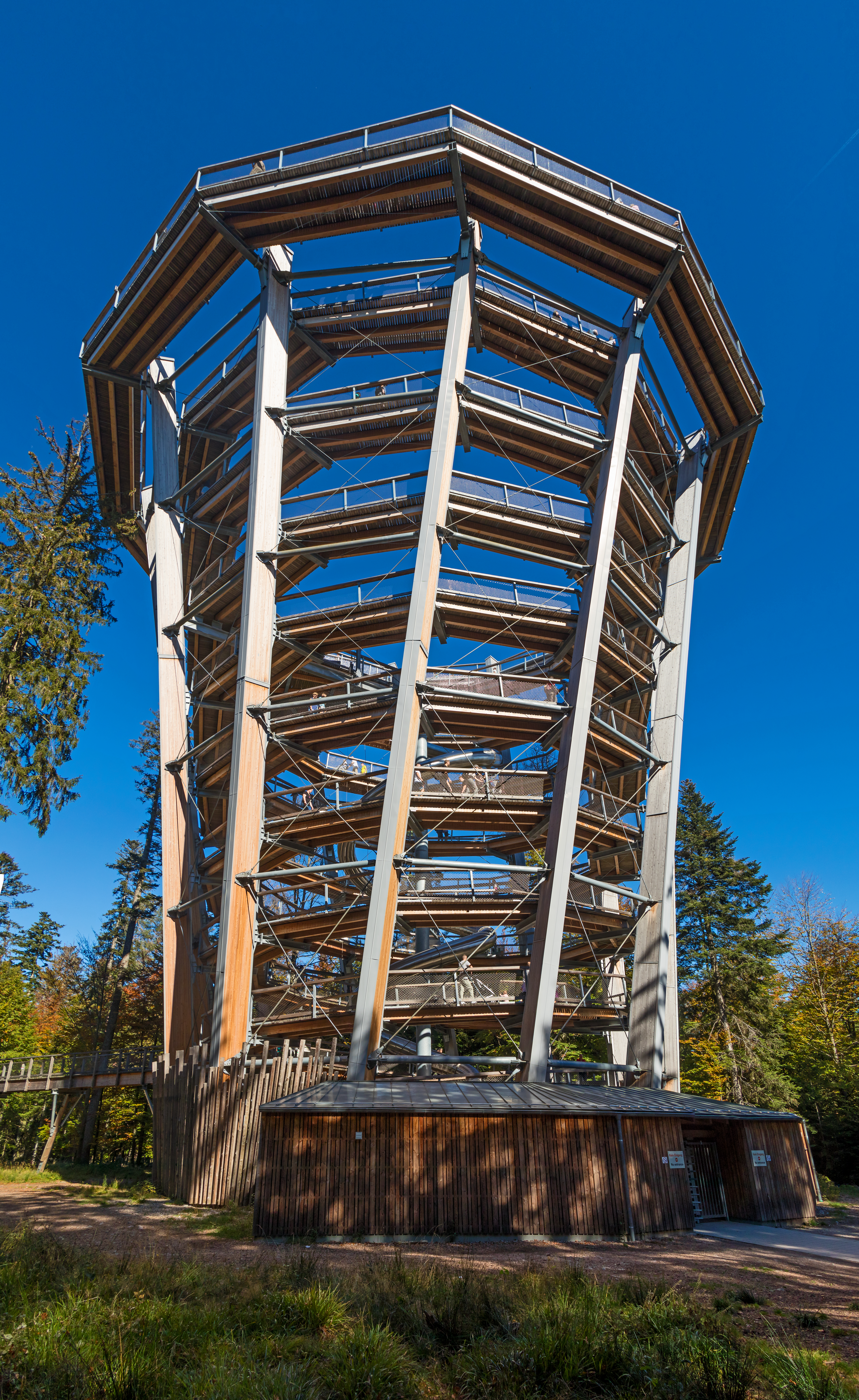
Tour d'observation à Bad Wildbad

#### Bavière
- Neuschönau, dans le Parc national de la forêt de Bavière : Ouvert le 9 septembre 2009, il mesure 1 300 mètres de long. La tour d'observation fait 44 mètres de haut, renferme trois grands arbres et offre une vue sur les Alpes[2],[3].

- Scheidegg : Le parc Skywalk Allgäu a ouvert le 30 octobre 2010. Il mesure environ 540 mètres de long et offre des vues sur les Alpes et le lac de Constance[4].

- Entre Ebrach et Breitbach, dans le Parc naturel du Steigerwald : Ouvert le 19 mars 2016, il mesure 1 150 mètres et a une hauteur moyenne de 26 mètres. La tour d'observation fait 42 mètres de haut[5].

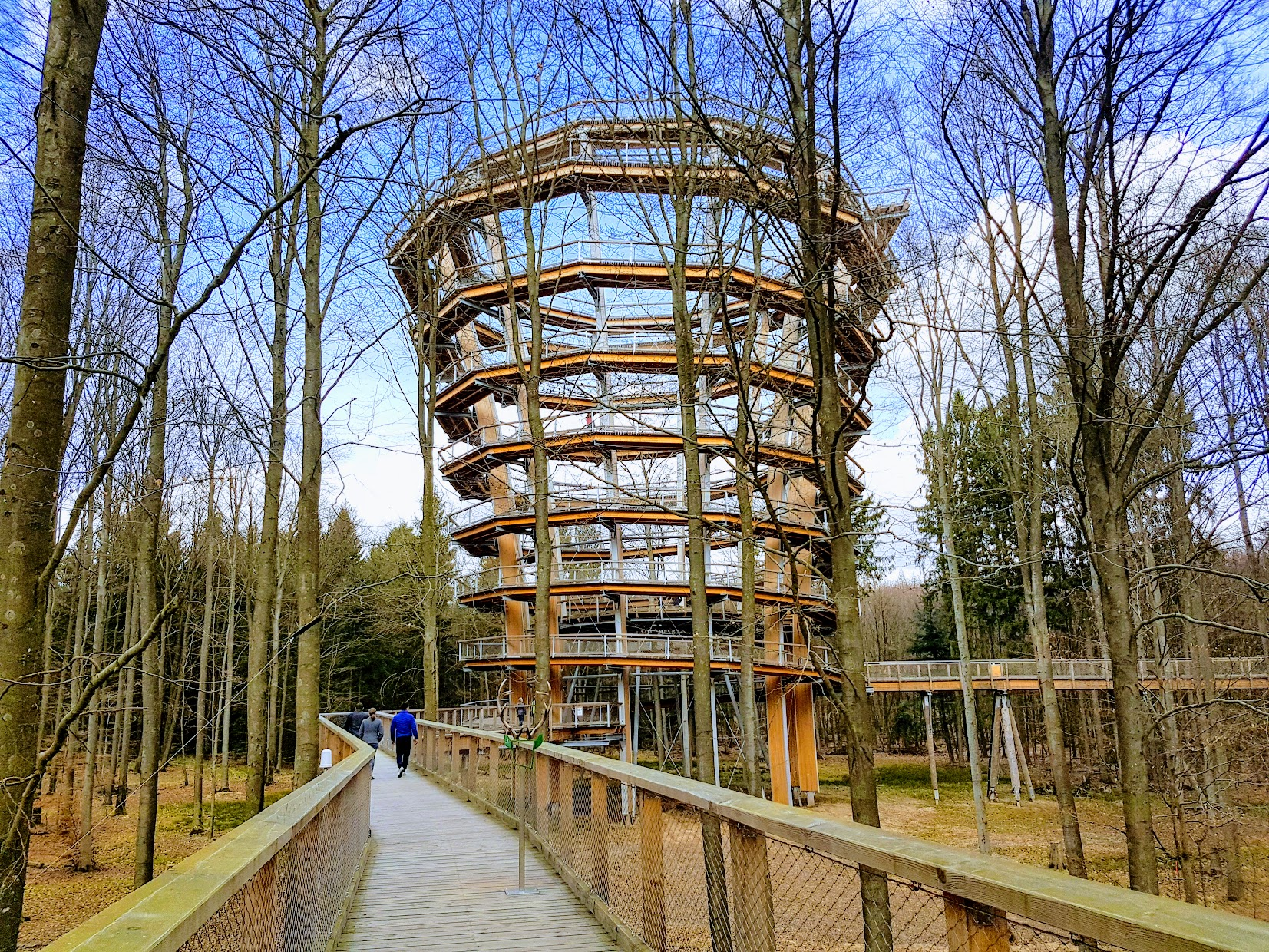
Steigerwald - Tour d'observation.
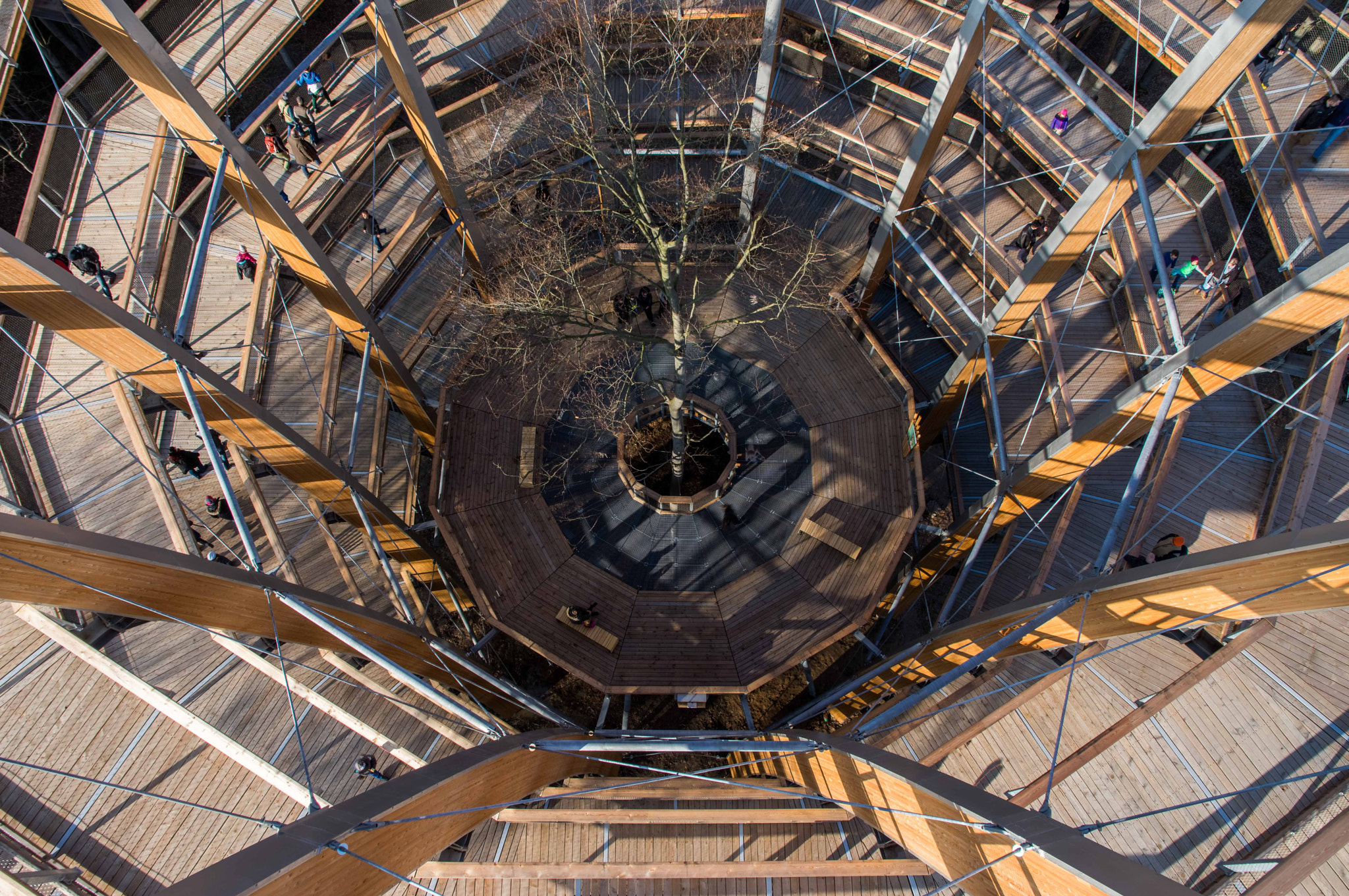
Steigerwald - Tour d'observation vue d'en-haut.
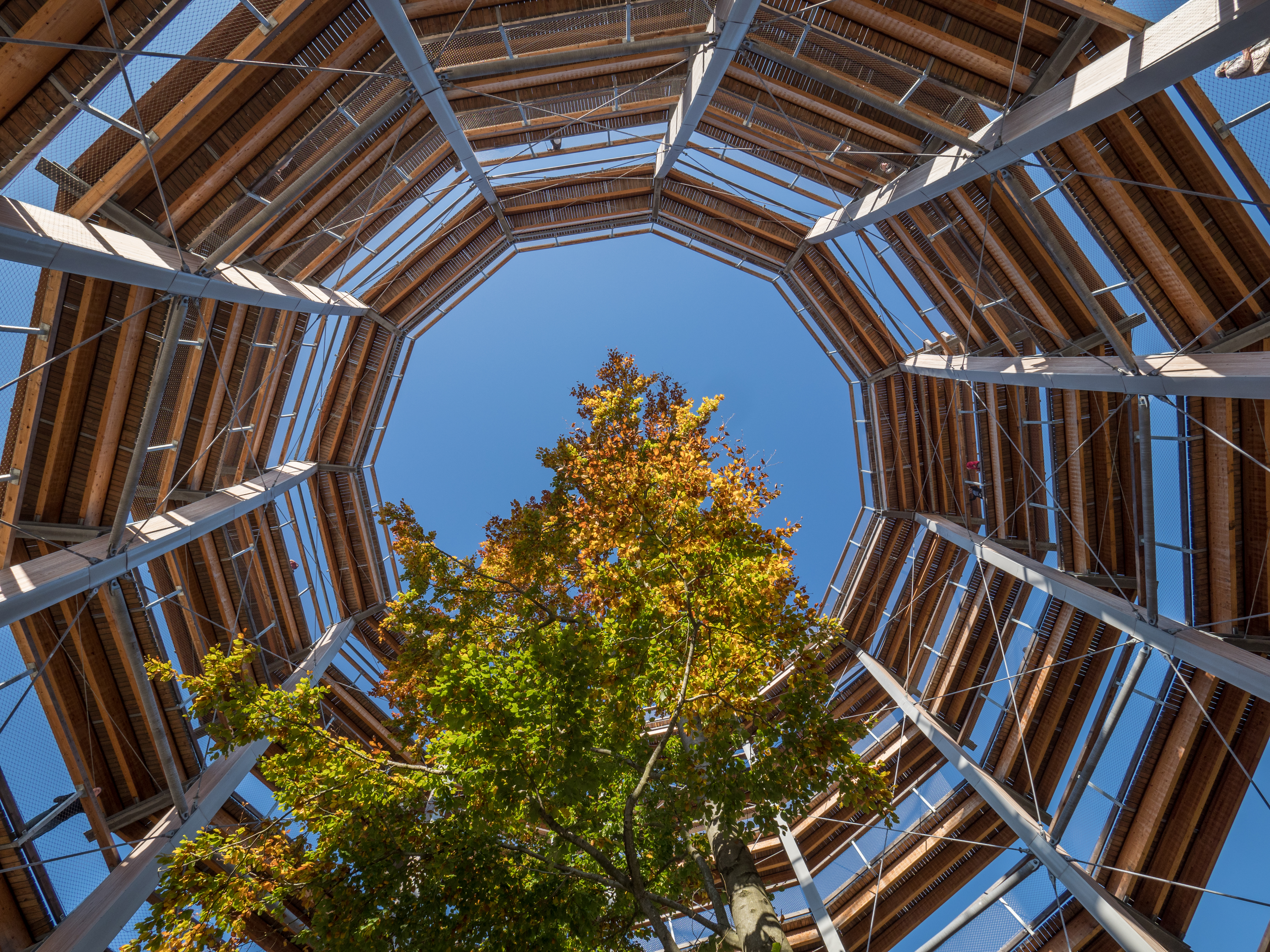
Steigerwald - Tour d'observation - vue intérieure.
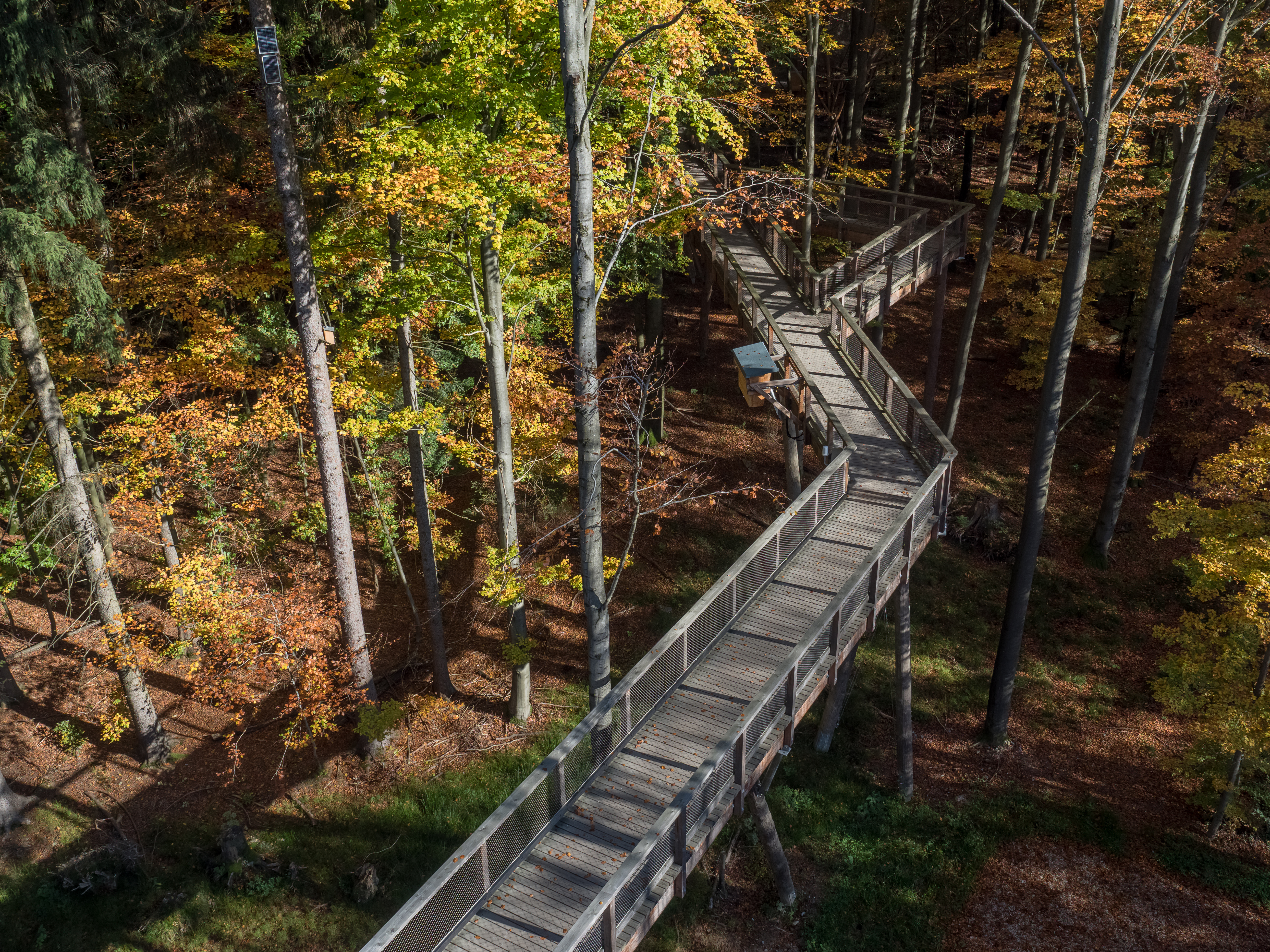
Steigerwald - Sentier des cîmes.
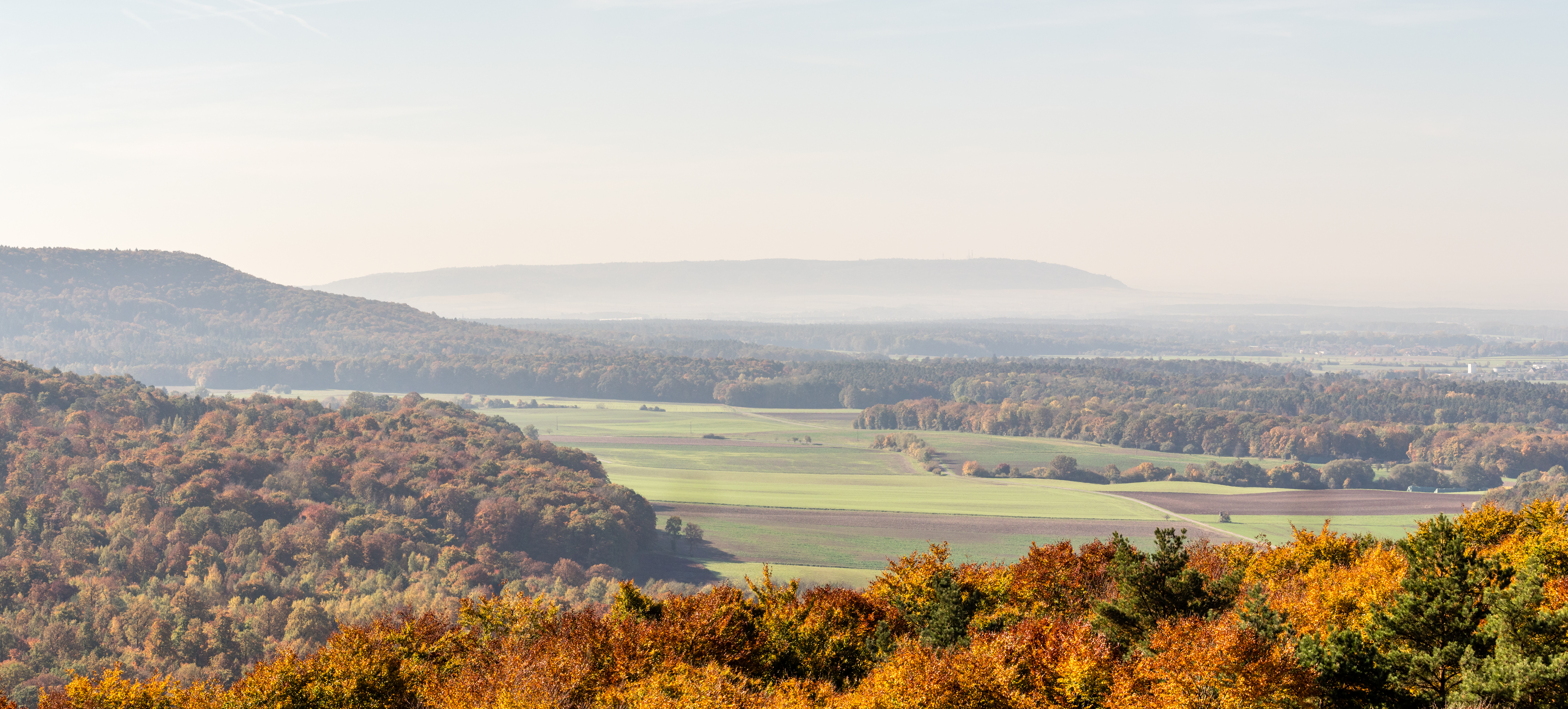
Steigerwald - Vue depuis la tour d'observation.
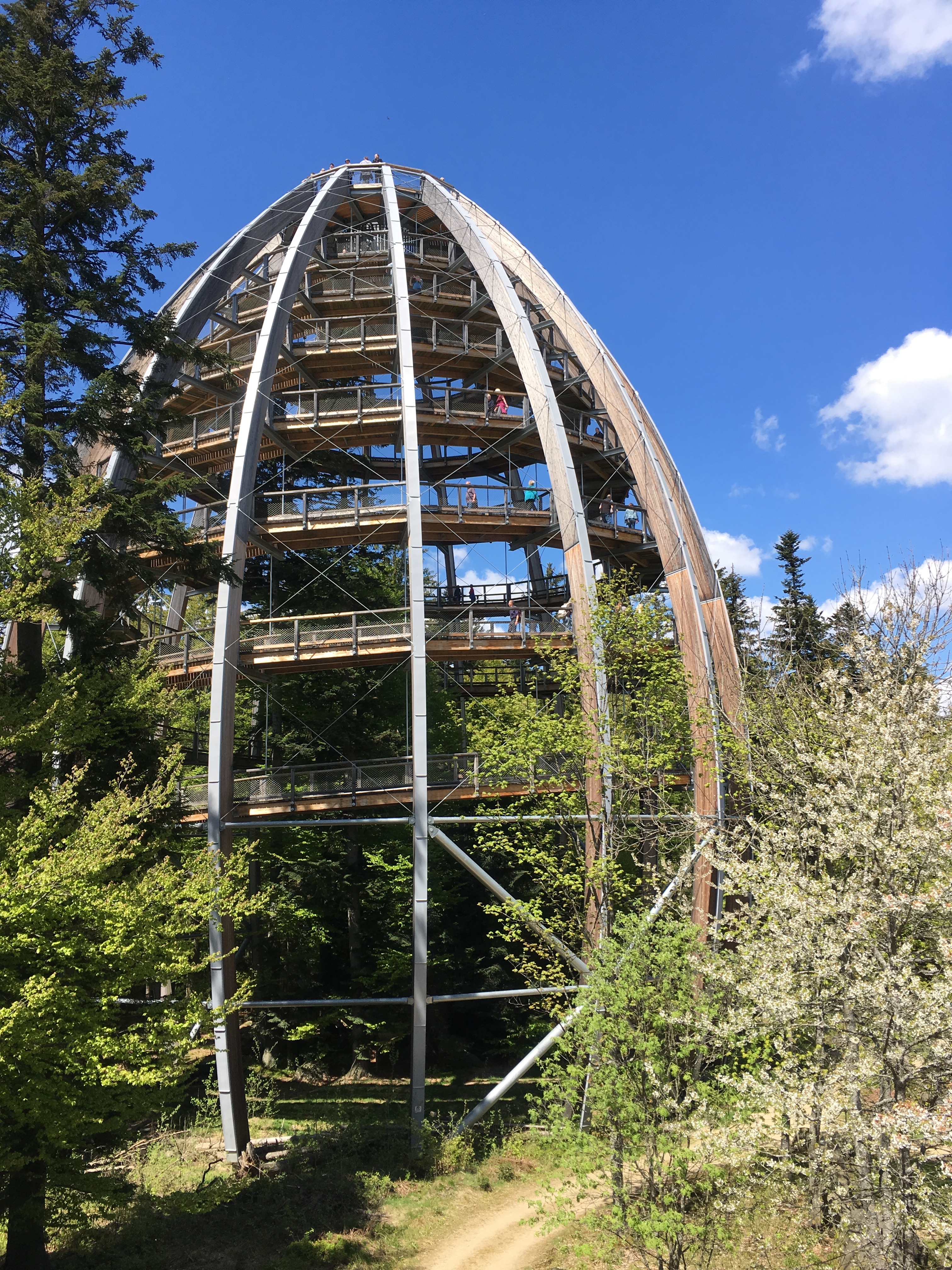
Tour d'observation du sentier des cimes de la forêt bavaroise.
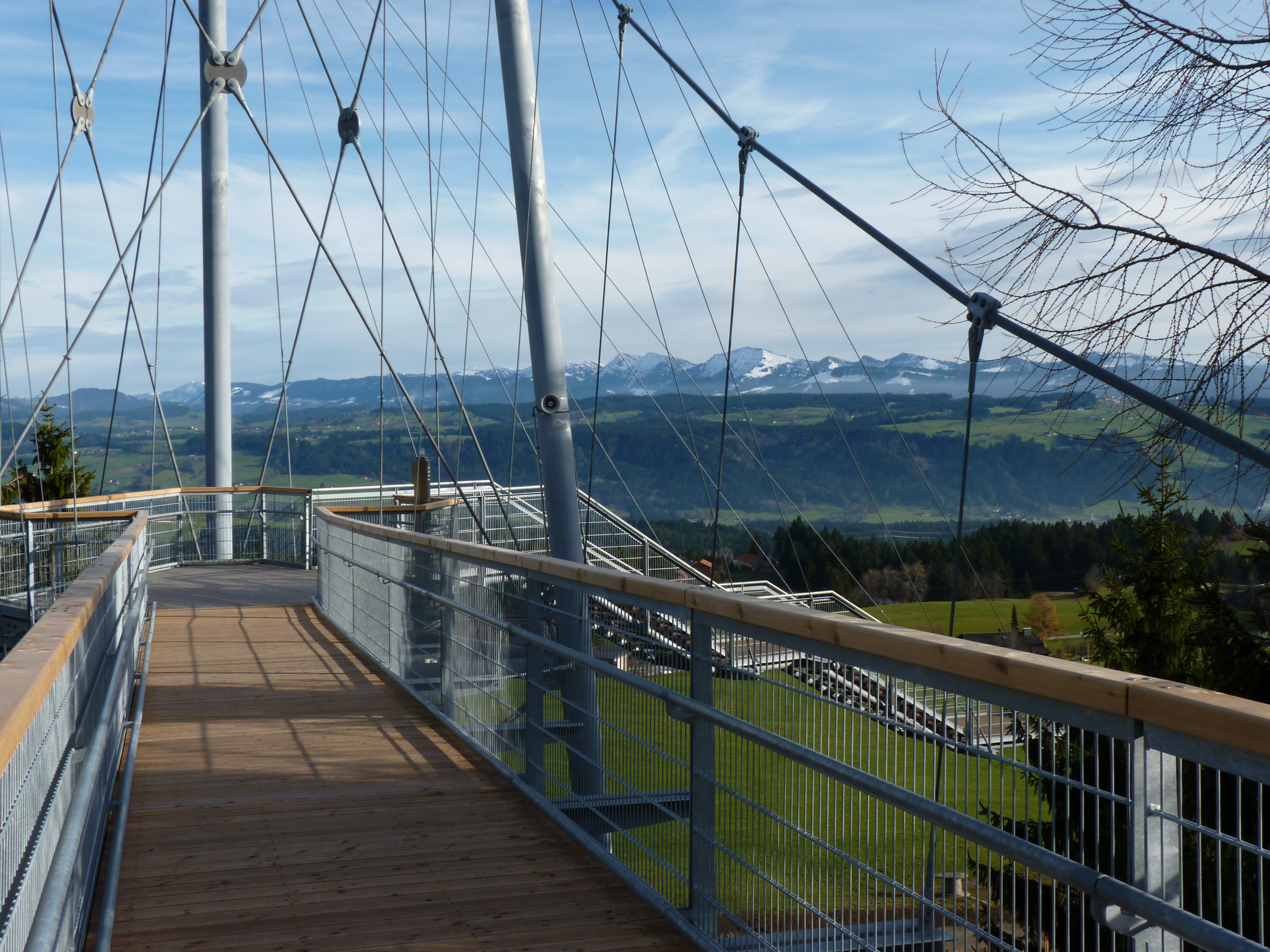
Skywalk Allgäu - Sentier des cimes avec vue sur les Alpes.
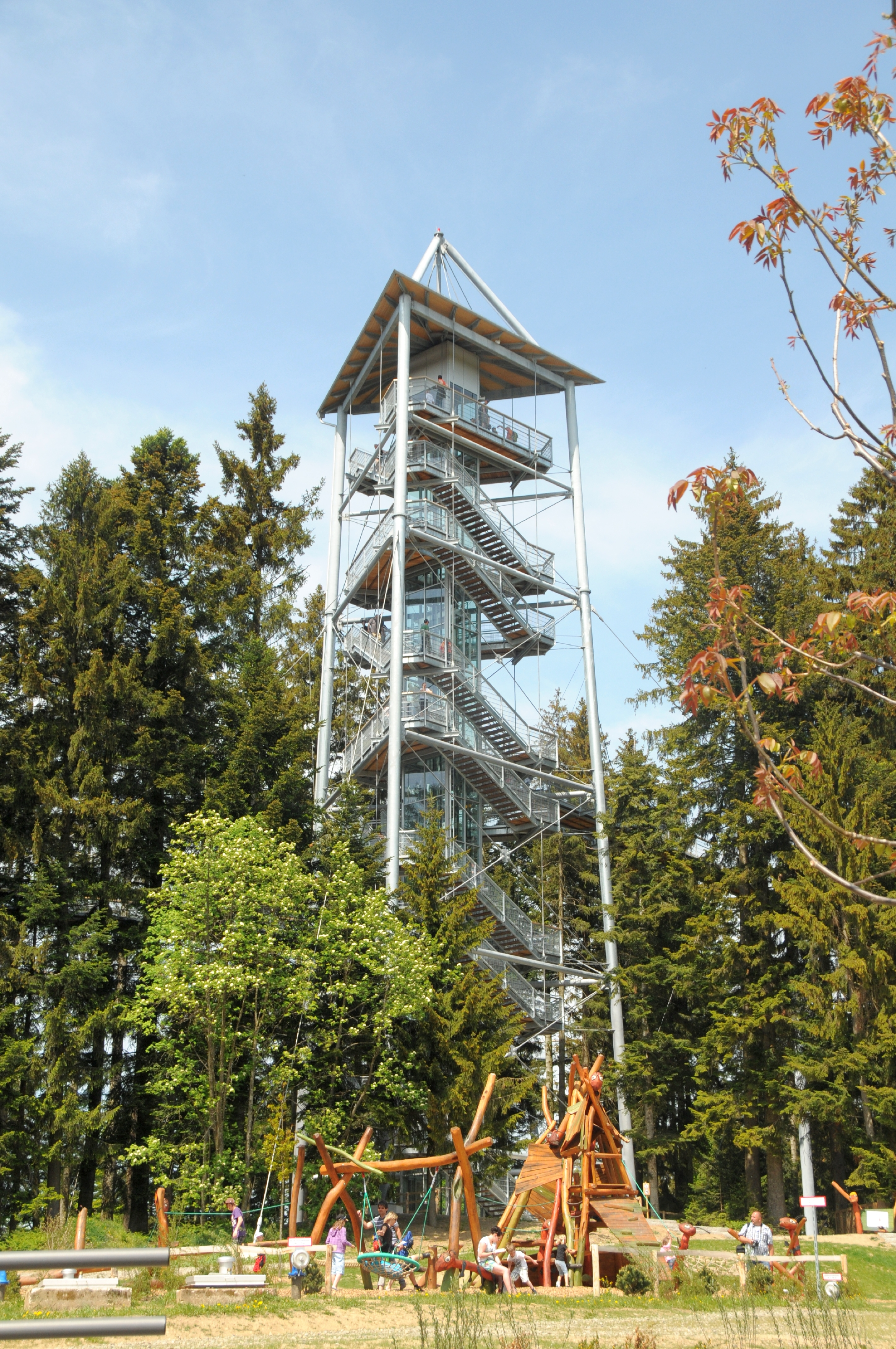
Skywalk Allgäu - Tour d'observation.

#### Sarre
- Mettlach au-dessus de la Saarschleife  (boucle de la Sarre) : ouvert le 23 juillet 2016, il mesure 1 250 mètres de long et 23 mètres de haut. La tour d'observation fait environ 42 mètres de haut [6].

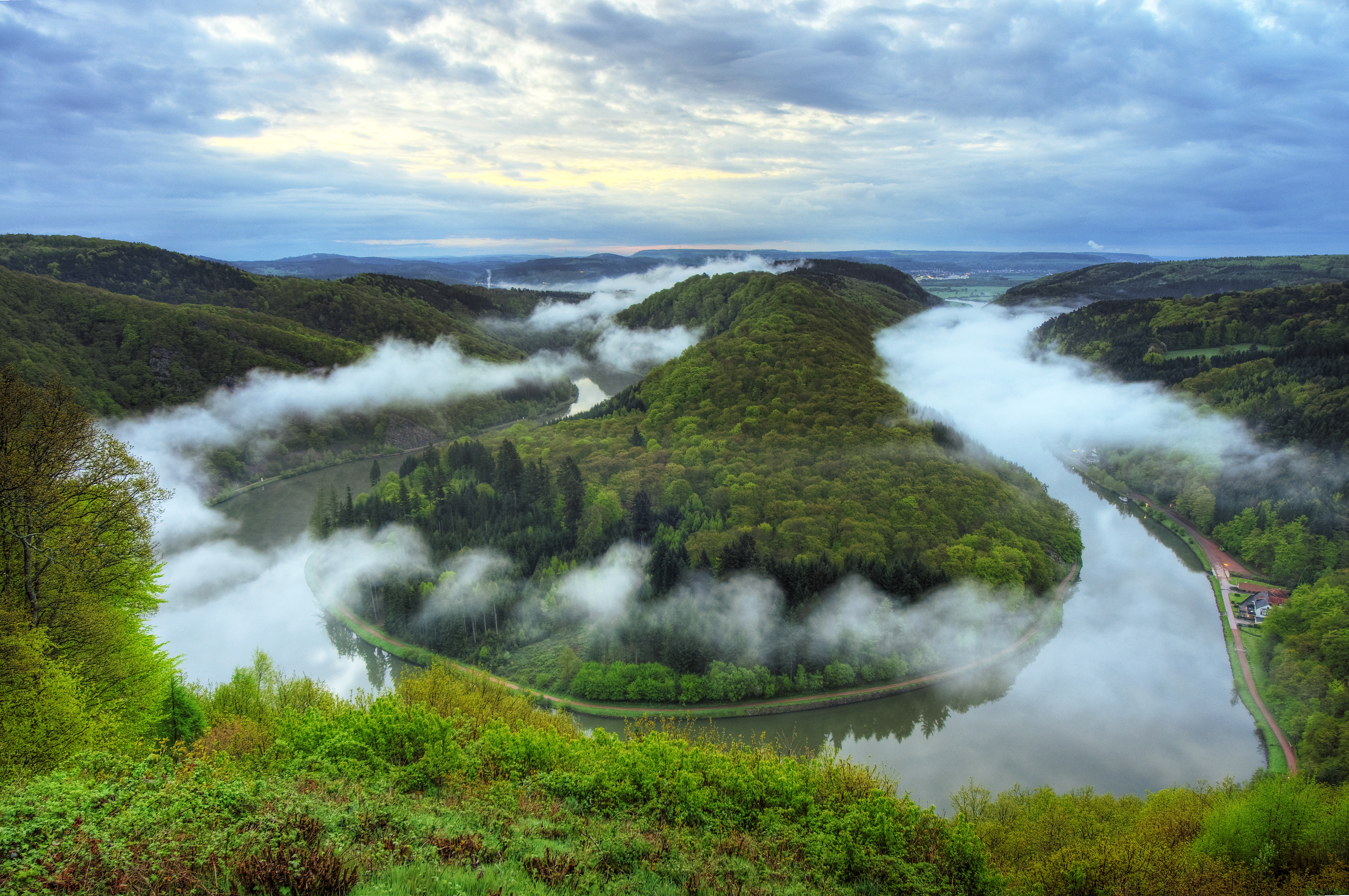
Vue sur la boucle de la Sarre Saarschleife.
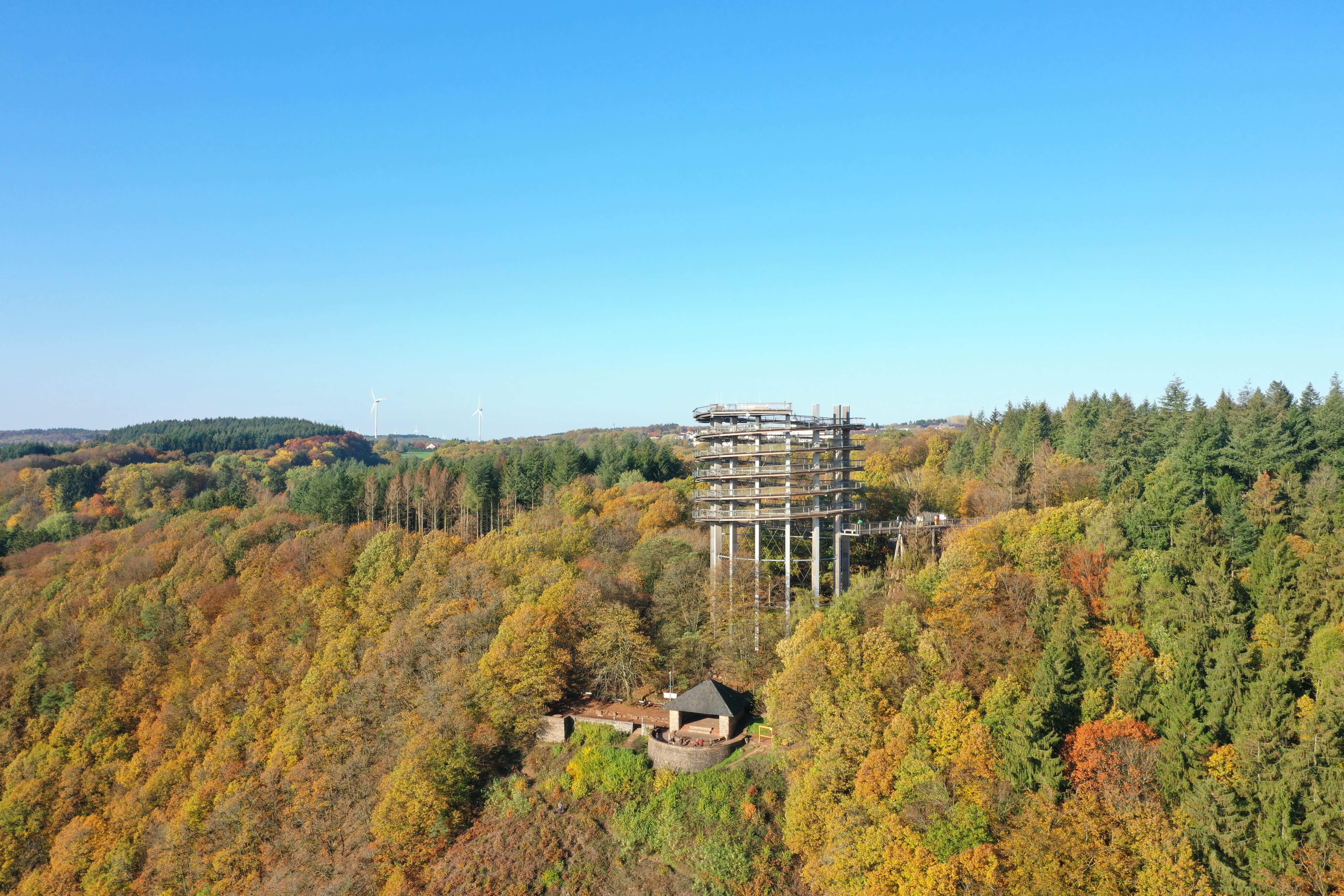
Belvédère et tour d'observation
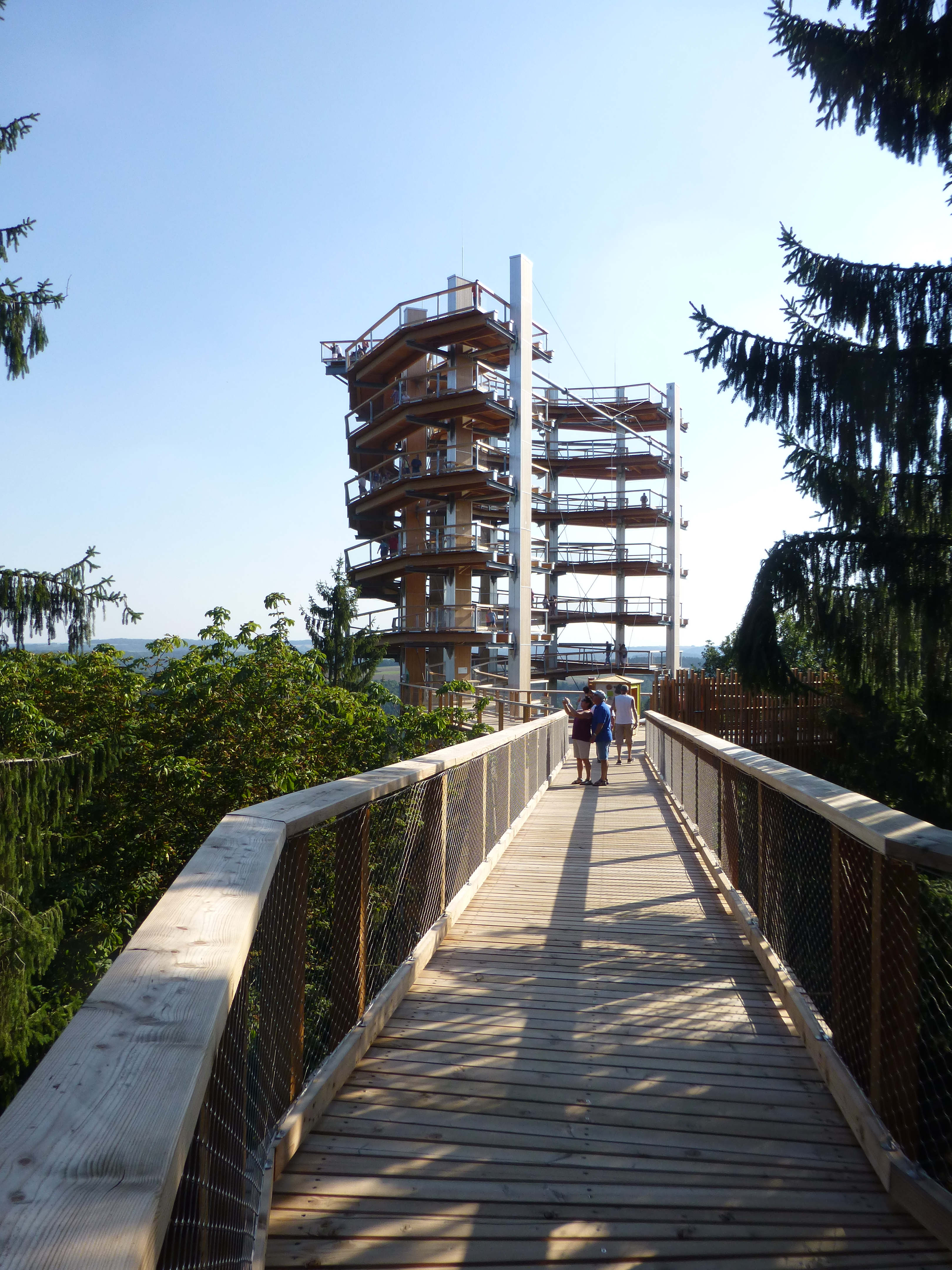
Sentier dans les arbres de la Saarschleife avec tour d'observation.

### Autriche
- Gmunden dans le Salzkammergut sur le Grünberg : à l'été 2018, le sentier des cimes des arbres (Baumwipfelpfad') avec une tour d'observation de 39 mètres de haut a été inauguré[7],[8]. En 2019, la tour a été complétée par un toboggan tunnel de 75 mètres de long. Le chemin des cimes est accessible avec le téléphérique du Grünberg[9] ou à pied, mais pas en voiture. Vous devez garer votre voiture dans la vallée.

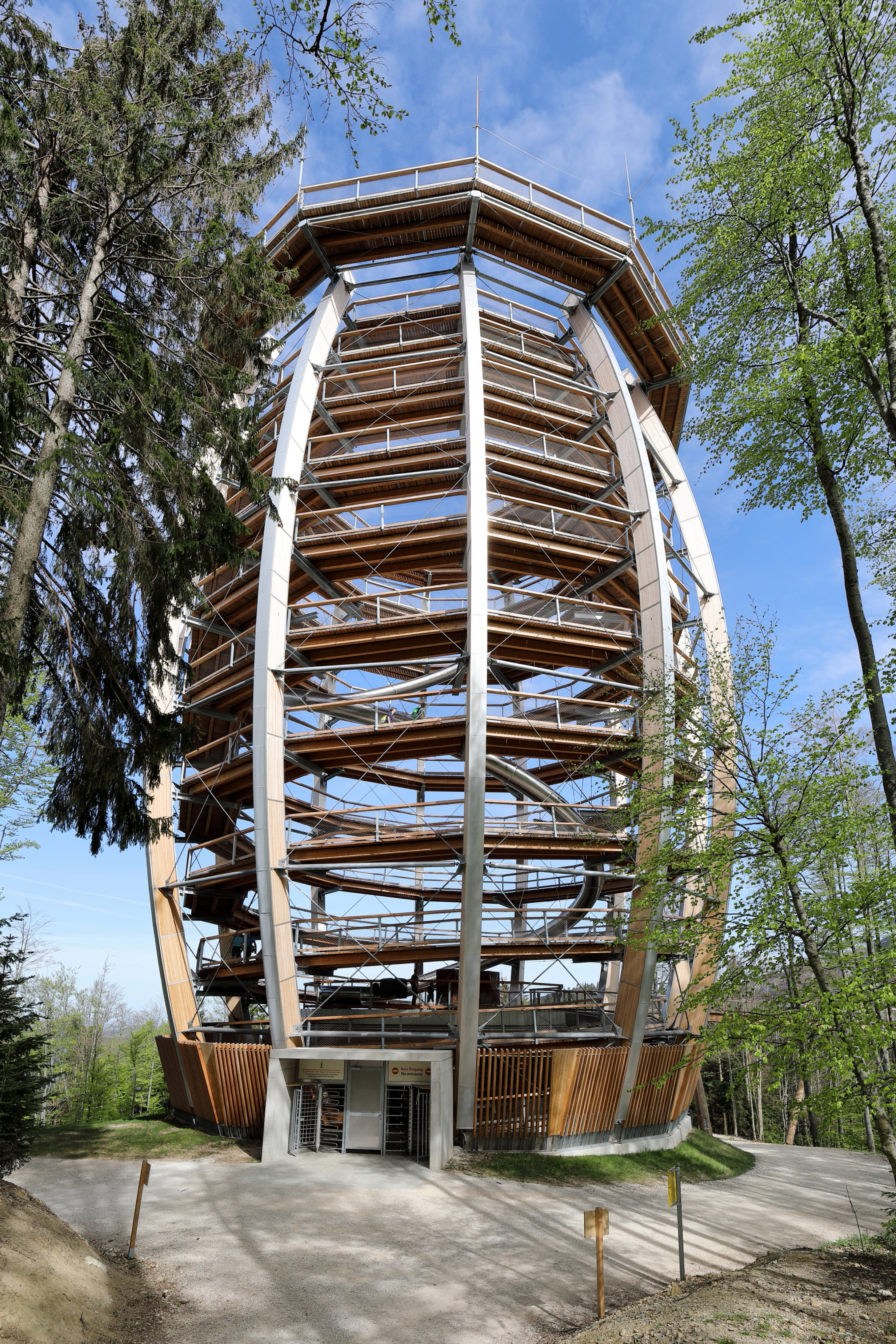
Gmuden - Tour d'observation du sentier de la cime des arbres.

### Australie

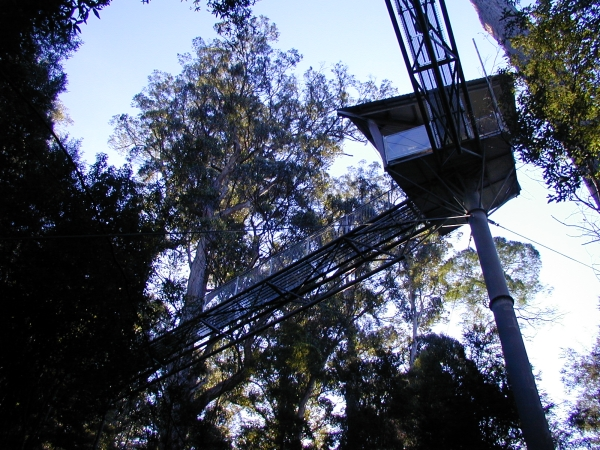
Le chemin du Tahune.

Le Tahune AirWalk (en) est un chemin suspendu situé en Tasmanie.

### Canada

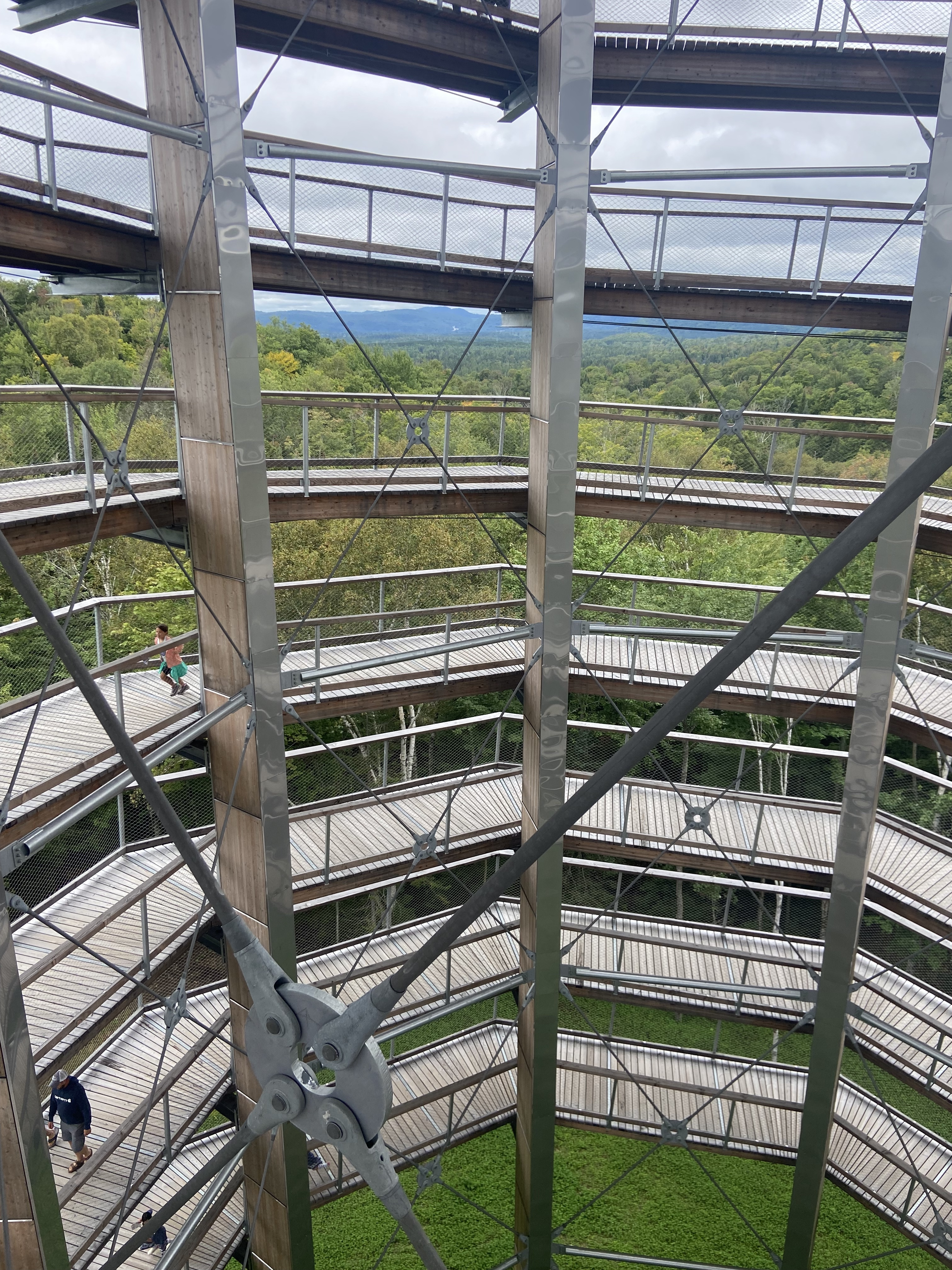
tour d'observation du Sentier des cimes Laurentides

- tour d'observation du Sentier des cimes LaurentidesMont-Blanc accueille le premier sentier des cimes d'Amérique du Nord. Le sentier fait 2 700 mètres aller-retour et aboutit à une tour d'observation de 40 mètres de hauteur offrant une vue sur les montagnes laurentiennes autour du Mont Tremblant. Elle est équipée d'un filet de marche permettant aux visiteurs de voir le vide sous leurs pieds. L'installation ultérieure d'un toboggan est envisagée[10],[11],[12],[13].

### Danemark
- Près de Haslev dans la forêt de Gissefeld : ouvert en 2013, le parc d'escalade est composé de 12 parcours d'accrobranche de hauteurs différentes pour les enfants et les adultes (1,5 m - 25 m), dont une tyrolienne de 500 m de long[14]. Une tour d'observation de 45 mètres de haut en forme de sablier la Tour de la Forêt a été ouverte en 2019. A l'intérieur, vous pouvez accéder à une passerelle en spirale de 650 mètres de long[15]. Au sommet, la plate-forme d'observation circulaire est située à 140 mètres au-dessus du niveau de la mer, ce qui permet de voir la majeure partie de l'île de Seeland par temps clair. C'est l'endroit le plus élevé de Seeland[16].

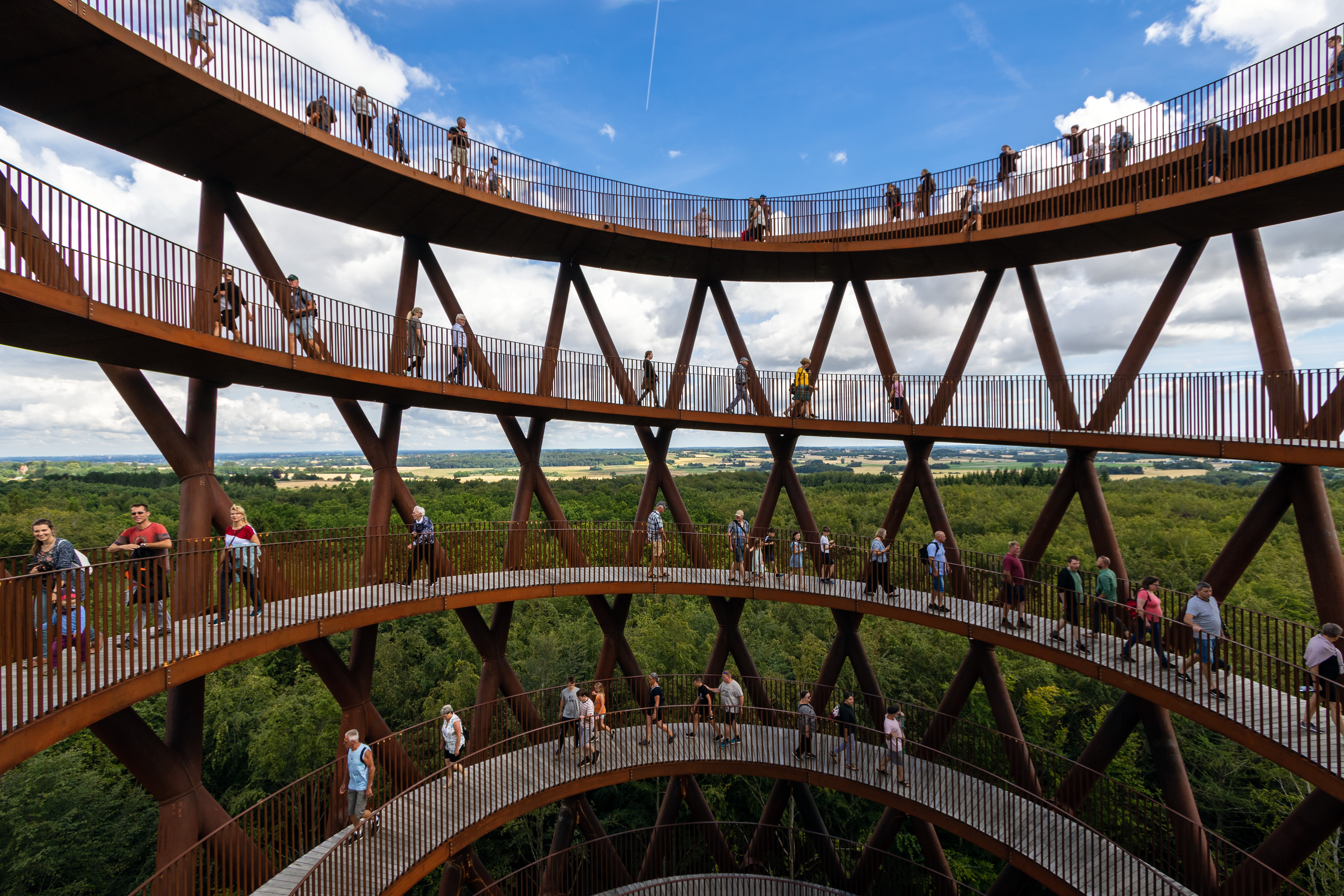
Camp Adventure - La Tour de la Forêt.

### États-Unis
- New York dans le quartier en cours de réaménagement Hudson Yards. Une tour d'observation The Vessel de 16 étages et 46 mètres de hauteur a été construite en zone urbaine et ouverte en mars 2019. Cette tour peut accueillir 1 000 personnes.

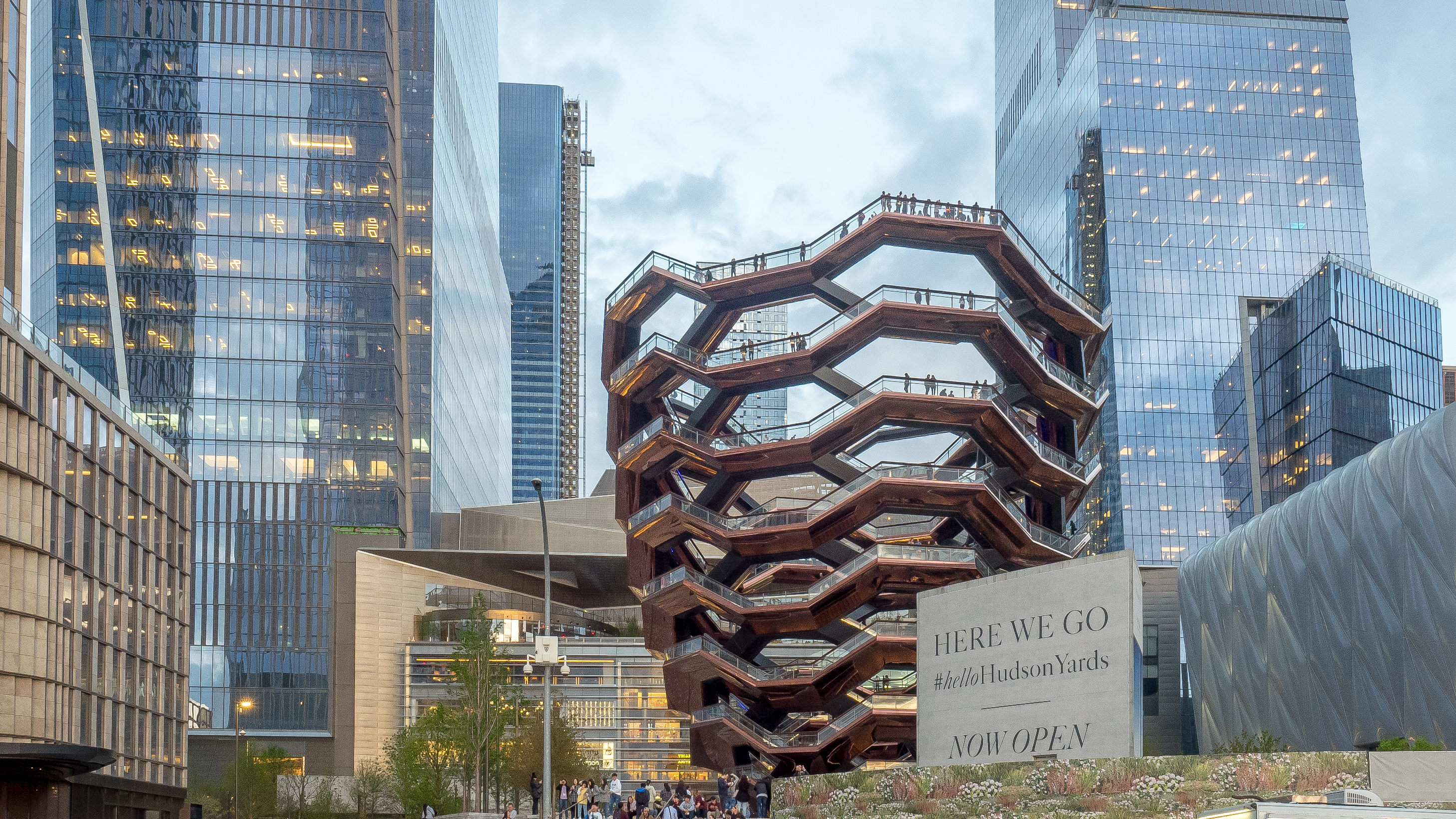
The Vessel à New York - Vue depuis la 11e Avenue (2019).
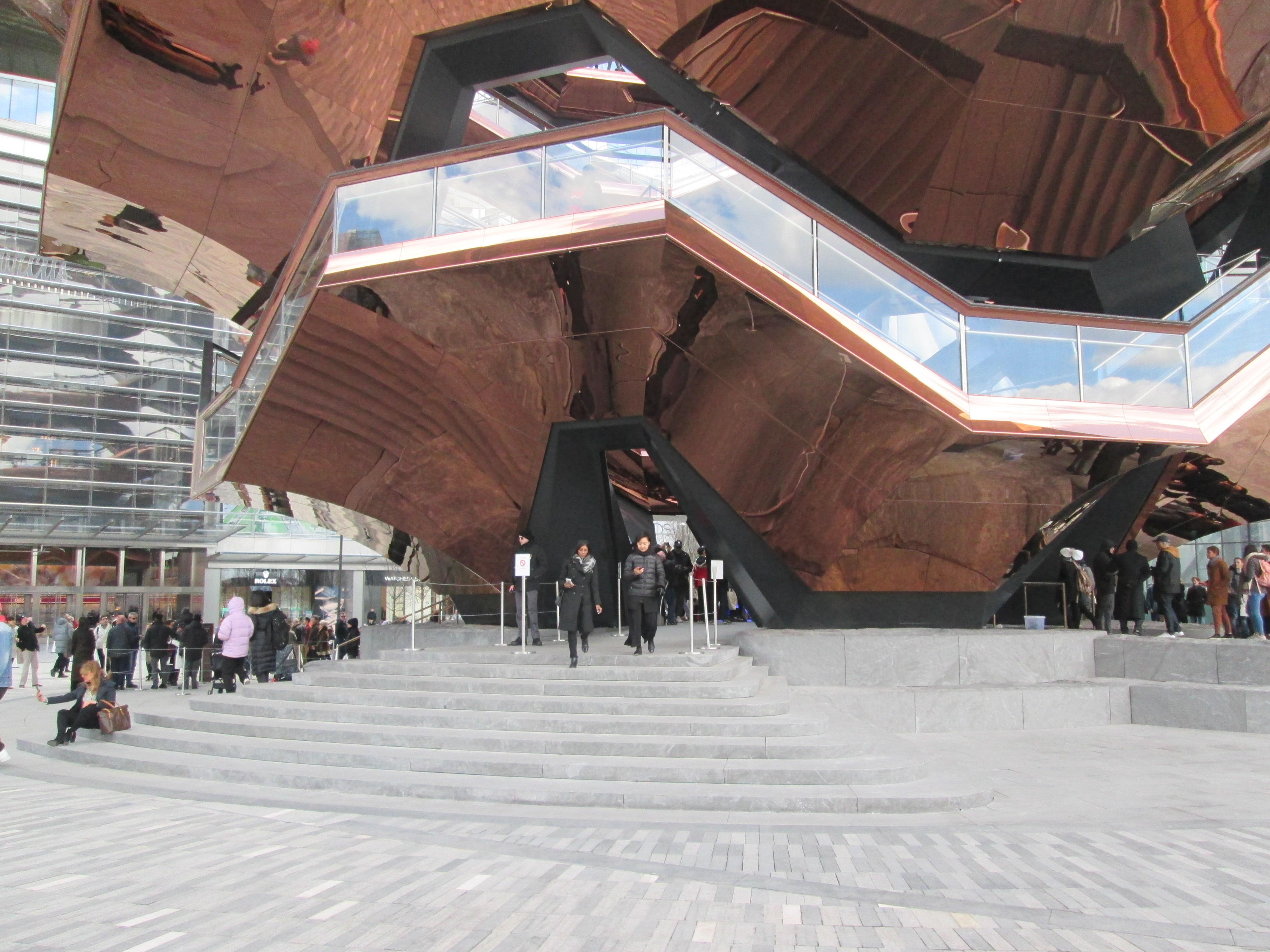
The Vessel à New York - Entrée.
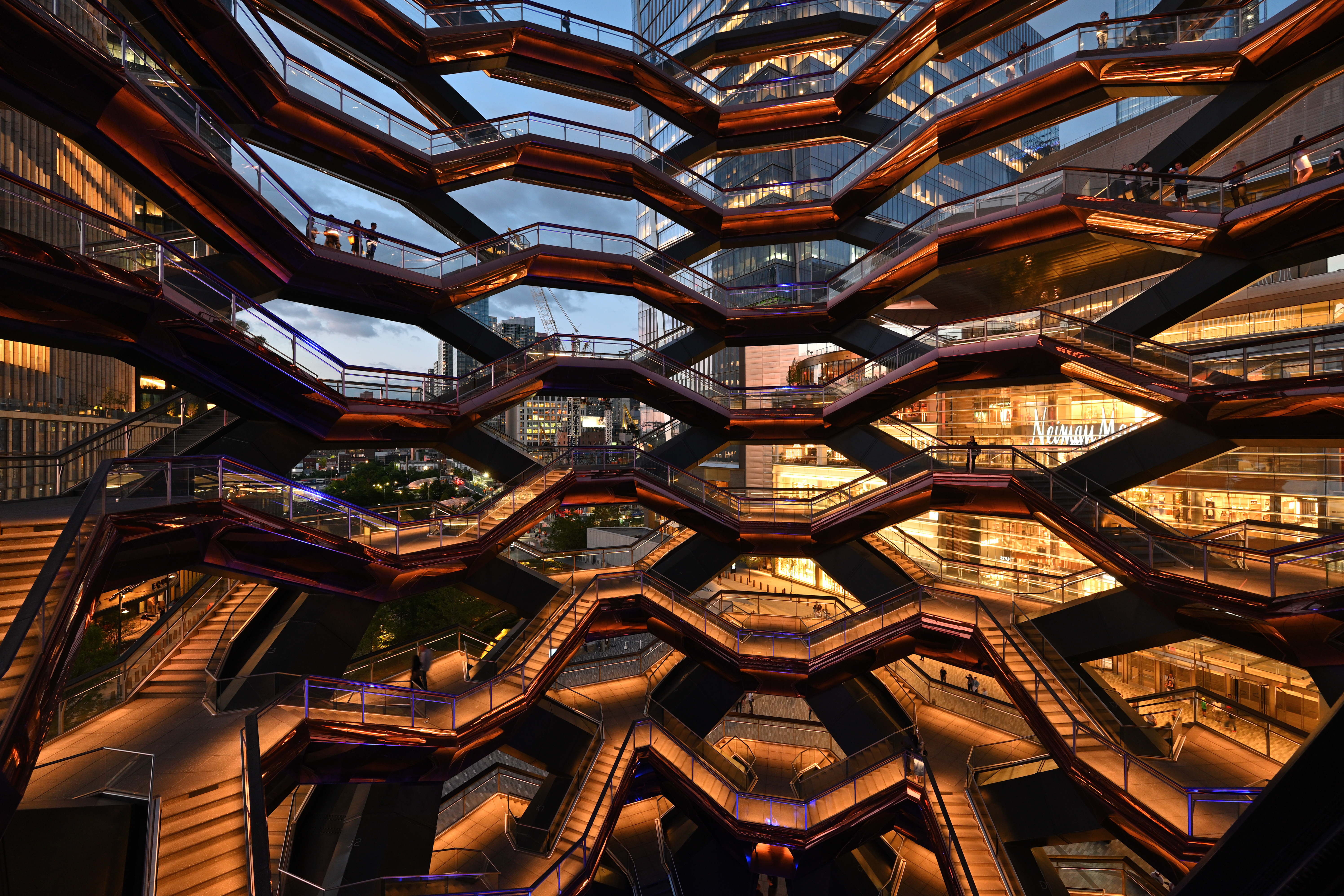
The Vessel à New York - Vue de l'intérieur.
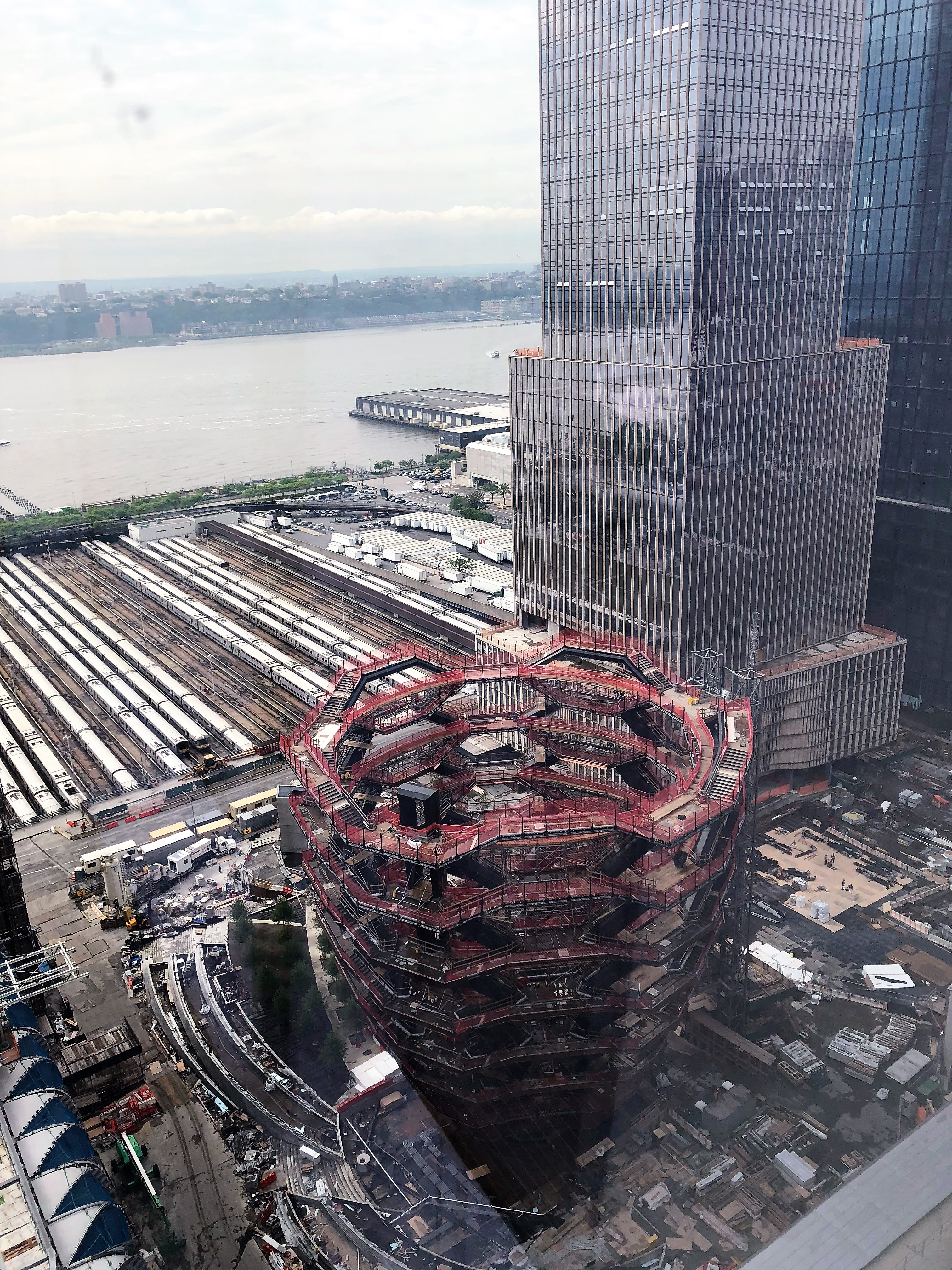
The Vessel à New York - Vue aérienne pendant la construction.
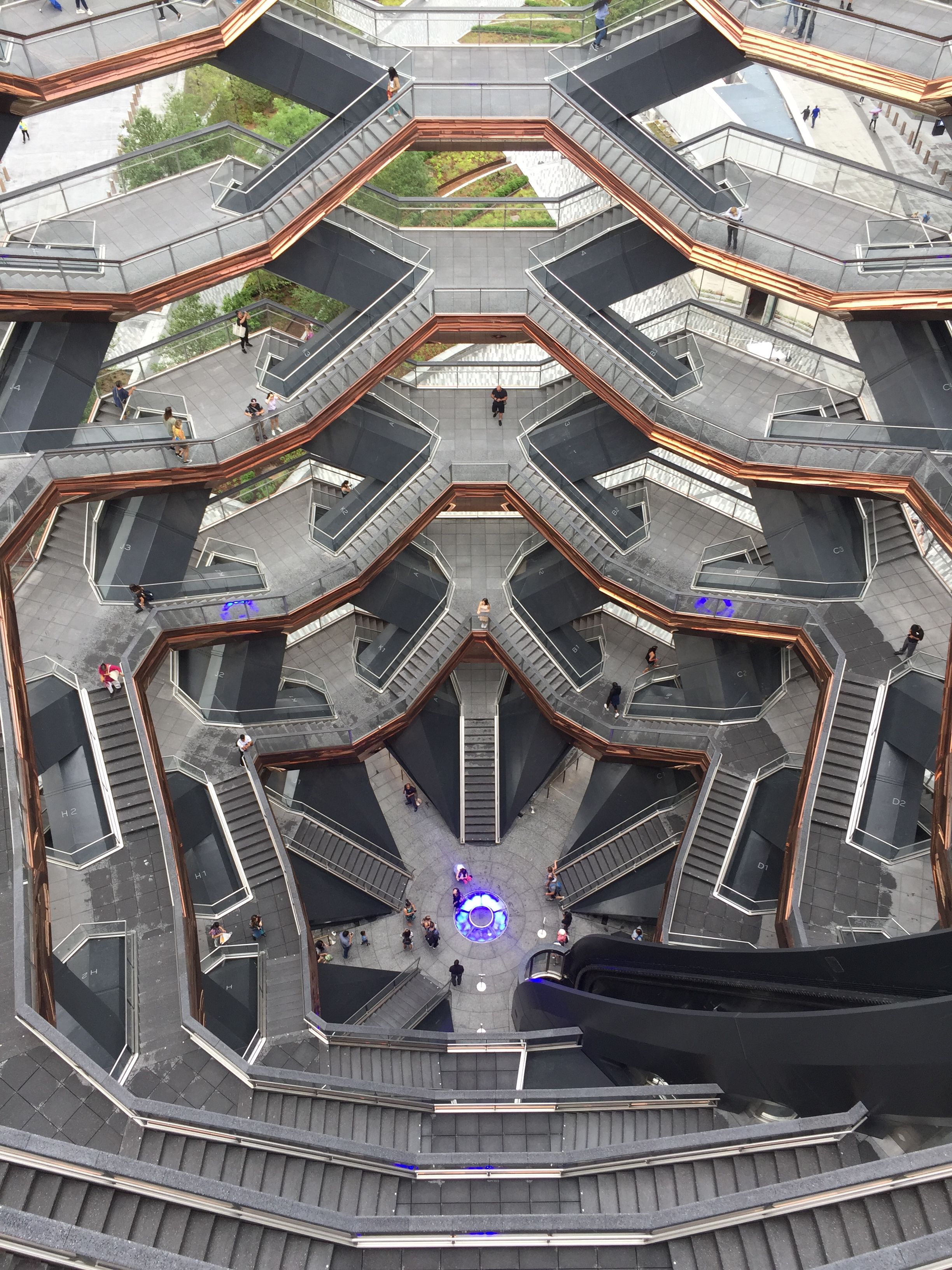
The Vessel à New York - Vue de haut en bas.

### France

#### Drachenbronn (Bas-Rhin)
À la fin des années 2010, la reconversion de l'ancienne base aérienne 901 Drachenbronn est menée en recherchant des objectifs touristiques et naturels. Un chemin des cimes s'inspirant explicitement du Baumwipfelpfad Schwarzwald est construit en 2019, par la société allemande Erlebnis Akademie. Son ouverture est initialement prévu pour ouvrir à l'été 2020,, mais ouvrira finalement le 22 mai 2021. Il comprend un sentier de 1 050 m de long, une tour panoramique de 29 m de haut et un toboggan de 75 m.

### Norvège
- Stovner près d'Oslo : inaugurée en 2017, une passerelle circulaire de 265 mètres de long mène au sommet de la tour d'observation à 15 mètres au-dessus du sol et à 215 mètres au-dessus du niveau de la mer. Du sommet, on aperçoit l'Oslofjord au loin[20],[21].

### Nouvelle Zélande

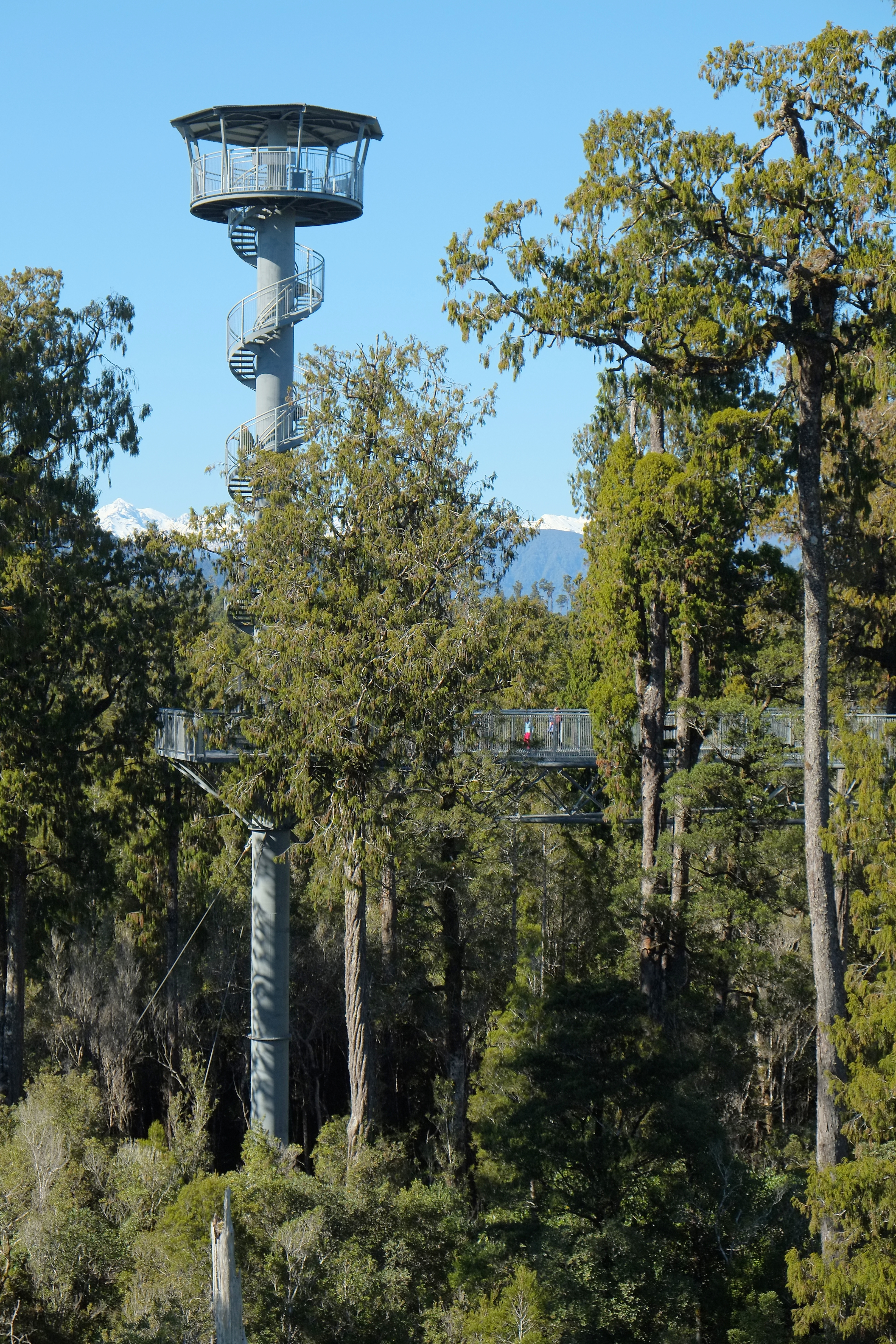
Le chemin et la tour d'observation du West Coast Treetop Walk.

Le West Coast Treetop Walk (en) est un chemin de 450 mètres de longueur, dominant le sol d'environ 20 à 25 mètres, et comprenant une tour.

### République Tchèque
- Lipno nad Vltavou dans la Forêt de Bohême. Le chemin des cimes est situé sur la colline de Kramolín à proximité du lac de barrage de Lipno. Ouvert en 2012, il est construit sur 75 piliers en bois renforcés. La passerelle d'une hauteur de  24 mètres et de 327 mètres de long se termine sur la plate-forme de la tour d'observation qui culmine à 40 mètres. Le chemin en spirale qui monte dans la tour mesure 303 mètres de long. La tour d'observation mesure 24 mètres de diamètre et est équipé d'un toboggan de 52 mètres de long[22].
- Janské Lázně à 100 mètres du Parc national de Krkonoše : inauguré le 2 juillet 2017, le sentier Krkonoše mesure 1 511 mètres de long. Une tour d'observation de 45 mètres de haut est située au deux tiers du parcours. Elle a un toboggan de 80 mètres. Le site comprend également une grotte souterraine d'une superficie de 400 m² avec une exposition sur les racines des arbres et le micromonde du sol[23].
- Dolní Morava dans la réserve naturelle nationale de Králický Sněžník. Une tour d'observation appelée le Chemin dans les Nuages a été construite sur les pentes de la montagne Slamník à une altitude de 1 116 mètres[24]. La tour a été inaugurée le 5 décembre 2015. Un chemin en bois d'une longueur totale de 710 mètres mène au sommet de la tour qui a une hauteur de 55 mètres. Un toboggan en acier inoxydable de 100 mètres de long peut être utilisé pour la descente[25]. Un filet installé dans la partie supérieure à 50 mètres de haut sert à observer la base de la tour. En 2017, une réplique de cette tour d'observation a été construite à 130 km en Pologne à Świeradów-Zdrój. Le Sky Bridge 721, une passerelle piétonnière suspendue, est à proximité de cette tour d'observation.

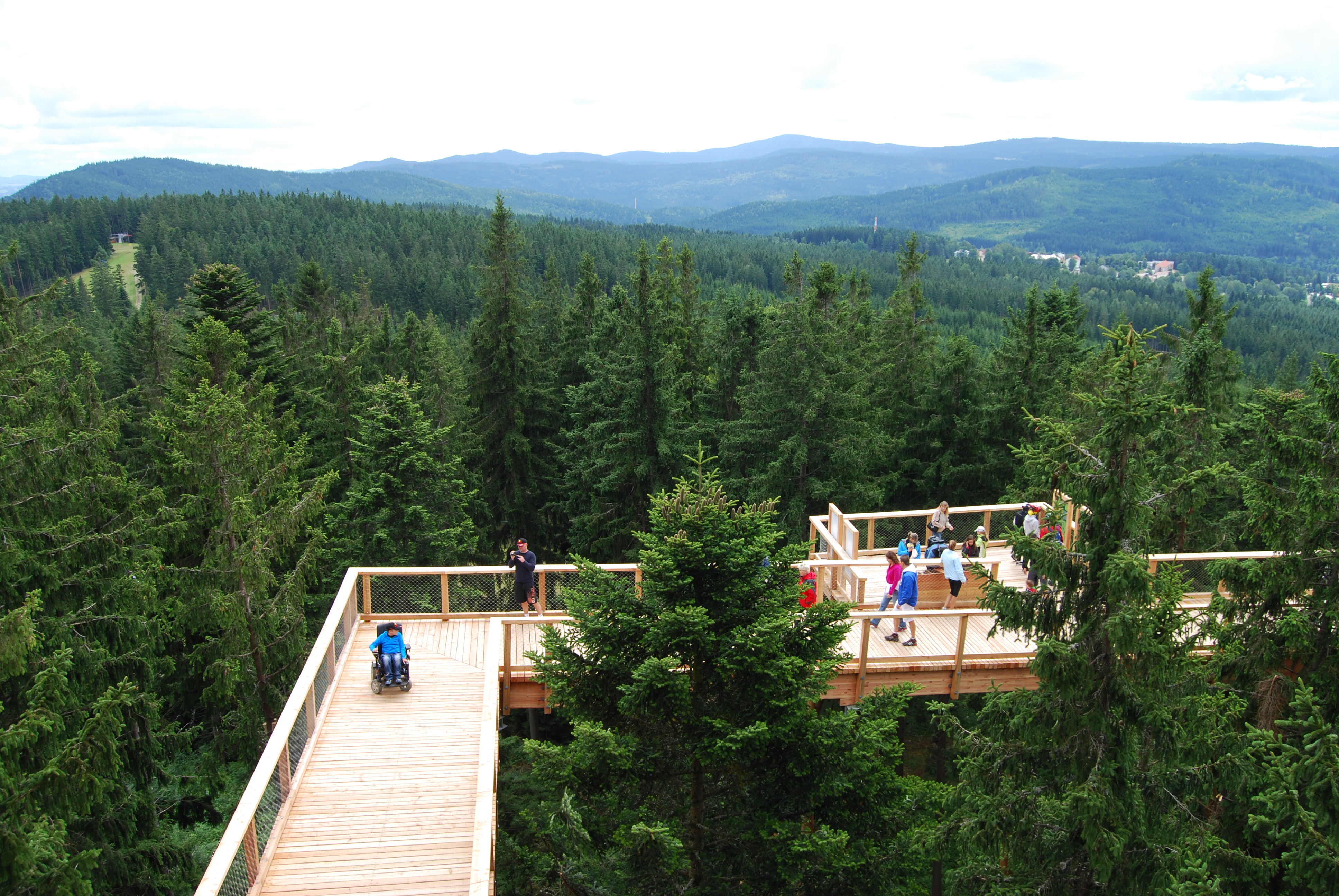
La passerelle de la cime des arbres à Lipno.
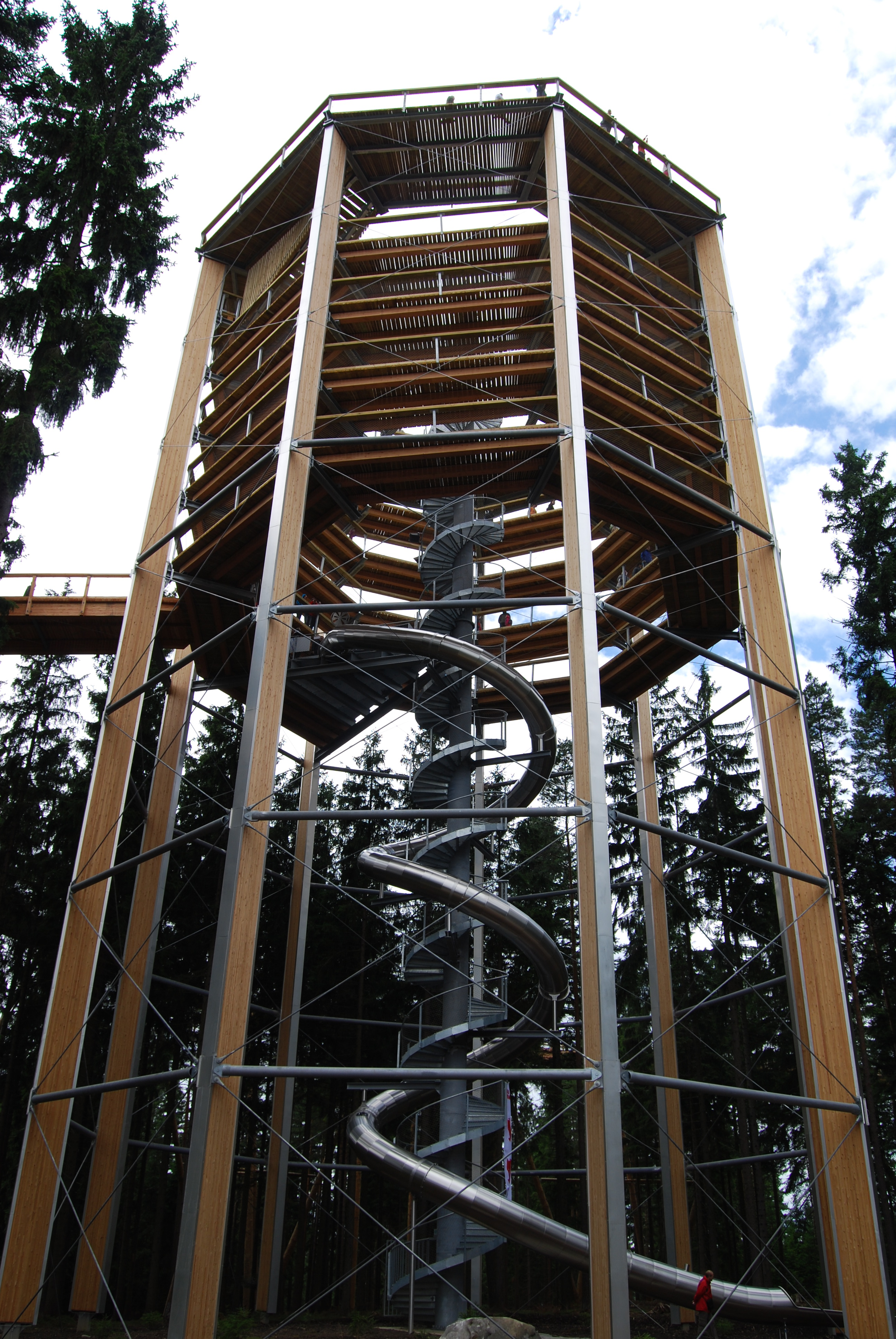
Tour d'observation en spirale avec toboggan à Lipno.
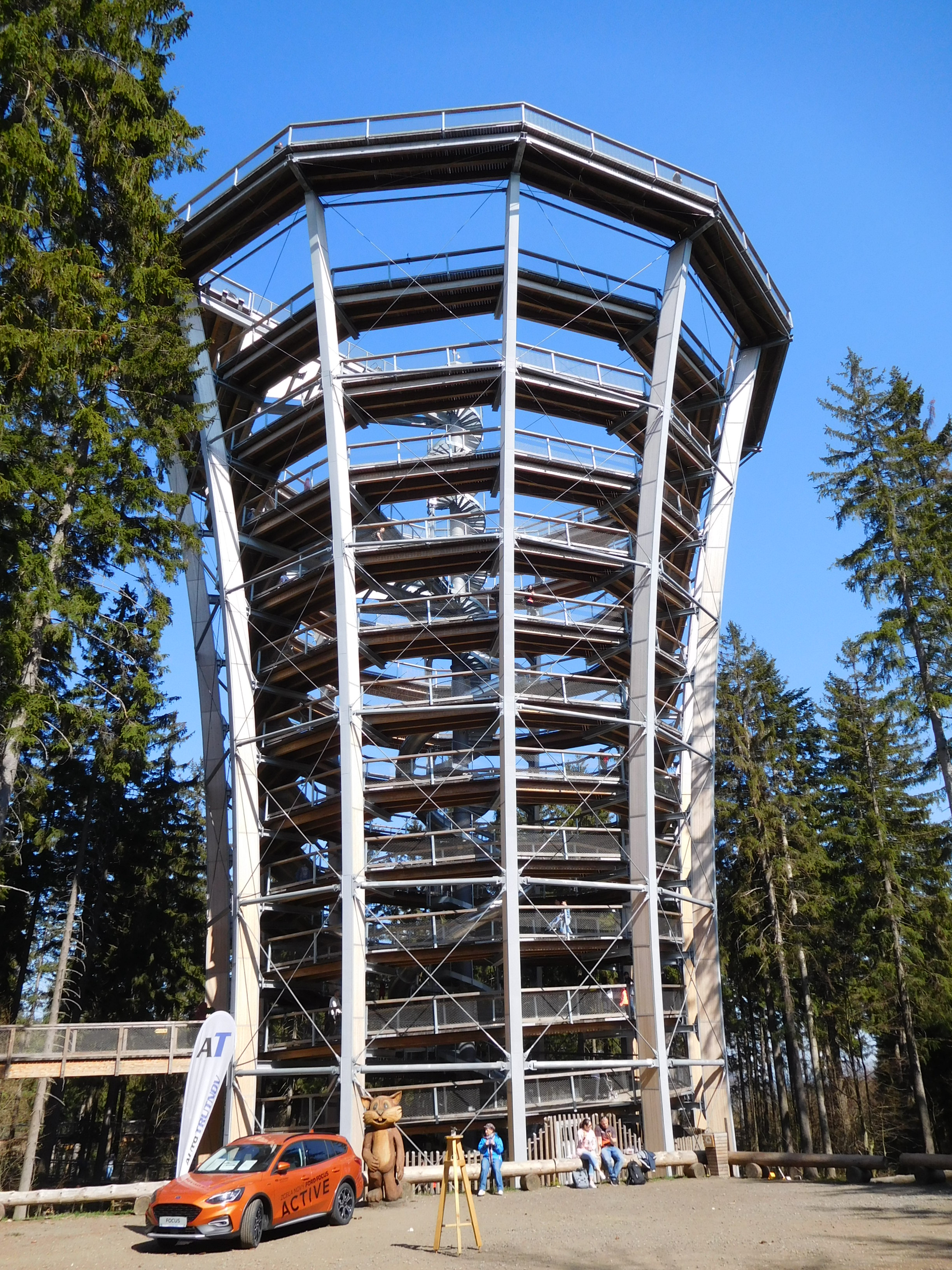
Tour d'observation à Krkonoše.
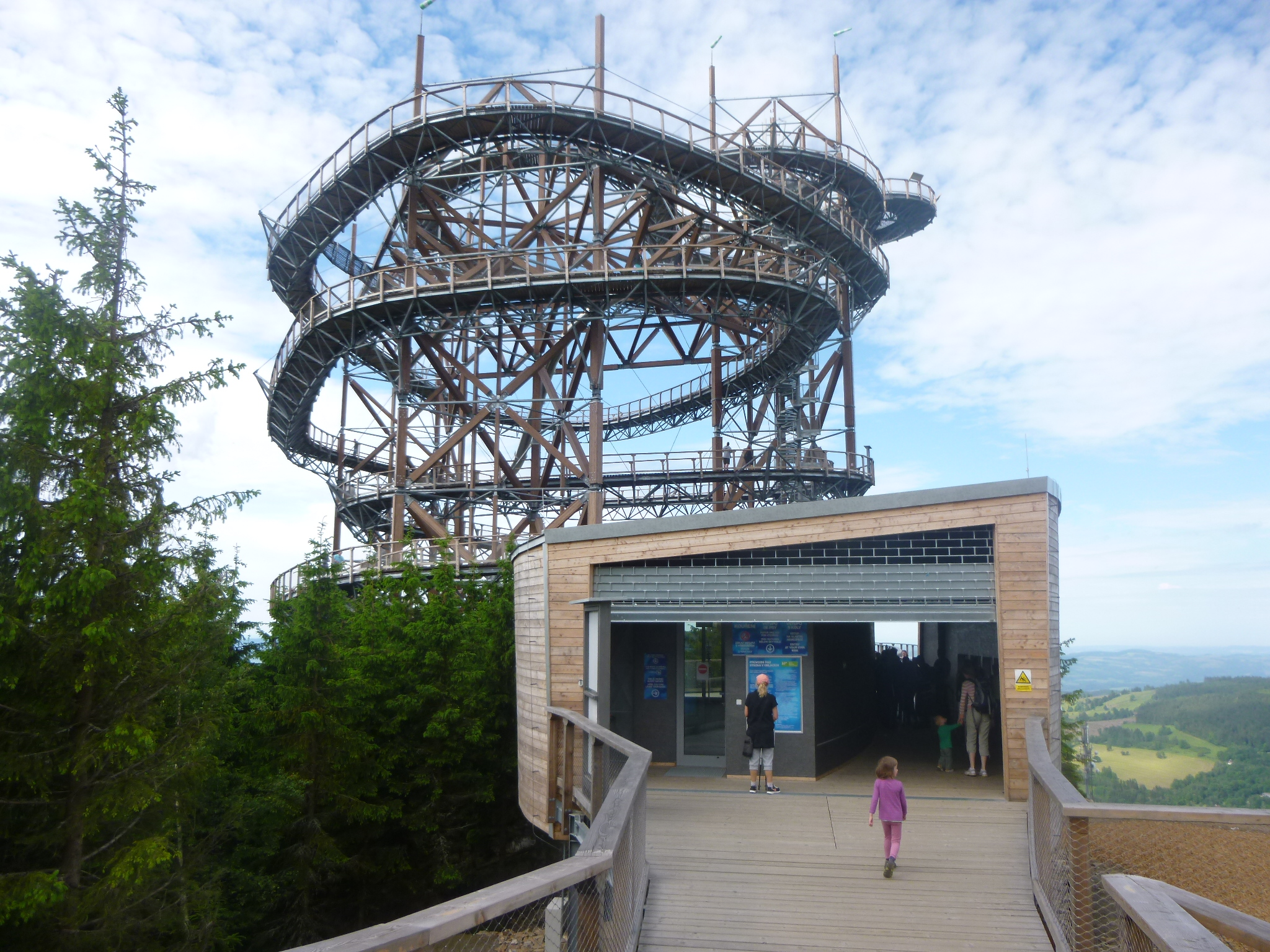
Le Chemin dans les nuages de Dolní Morava.
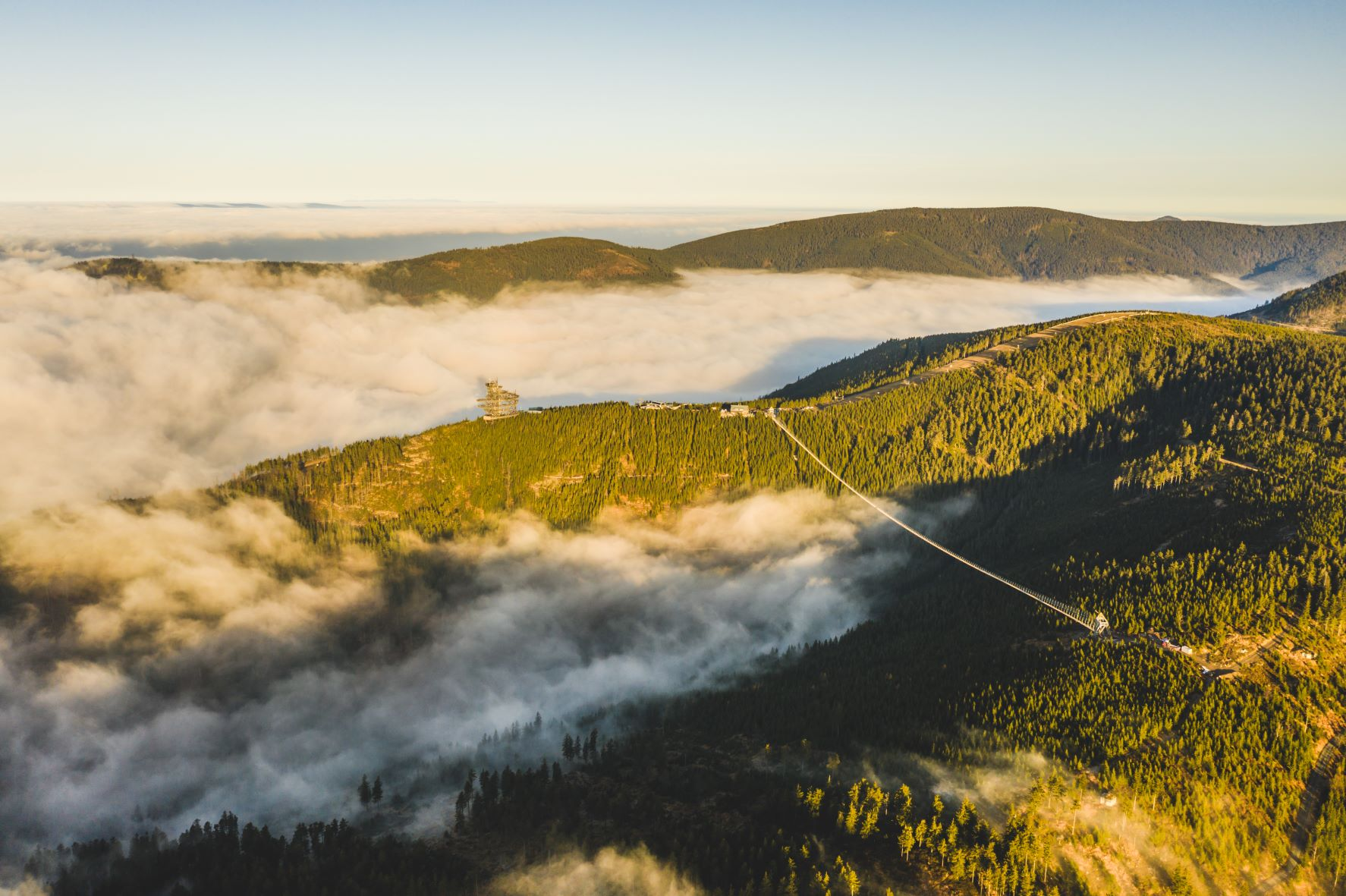
Le Sky Bridge 721 et le Chemin dans les nuages de Dolní Morava.

- Kyje dans le district de Prague 14, dans le parc forestier de Čihadla sur la colline de Horka. Inaugurée en 2018, cette tour d'observation en bois d'acacia, formant une pyramide à trois côtés, comporte 98 marches et est nommée Doubravka XIV; elle mesure 23,5 mètres de haut[26],[27],[28]. La tour d'observation est ouverte de novembre à mars, l'entrée est gratuite. Neuf personnes seulement peuvent simultanément accéder à cette tour.

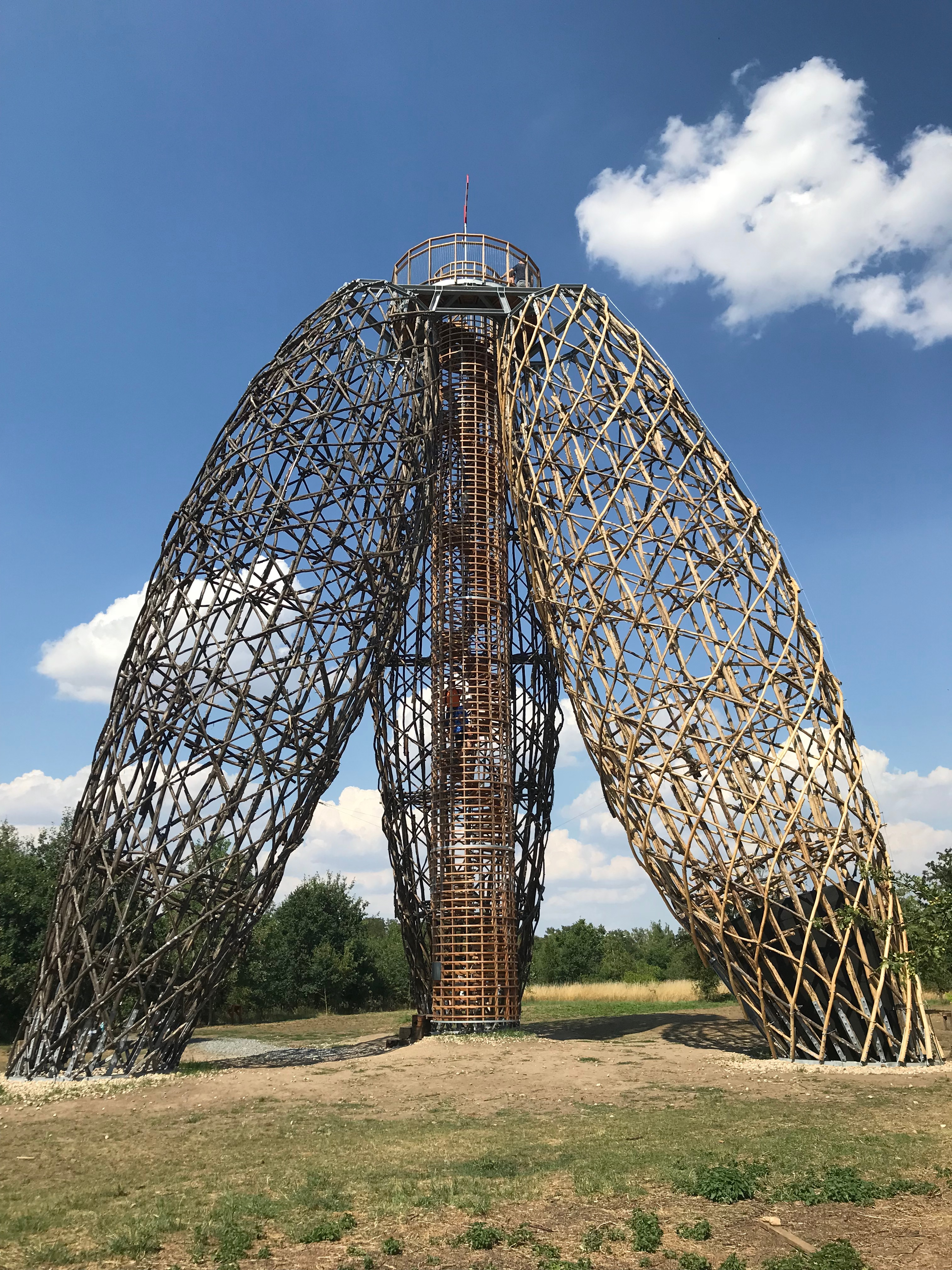
La tour Doubravka XIV à Kyje-Prague 14.
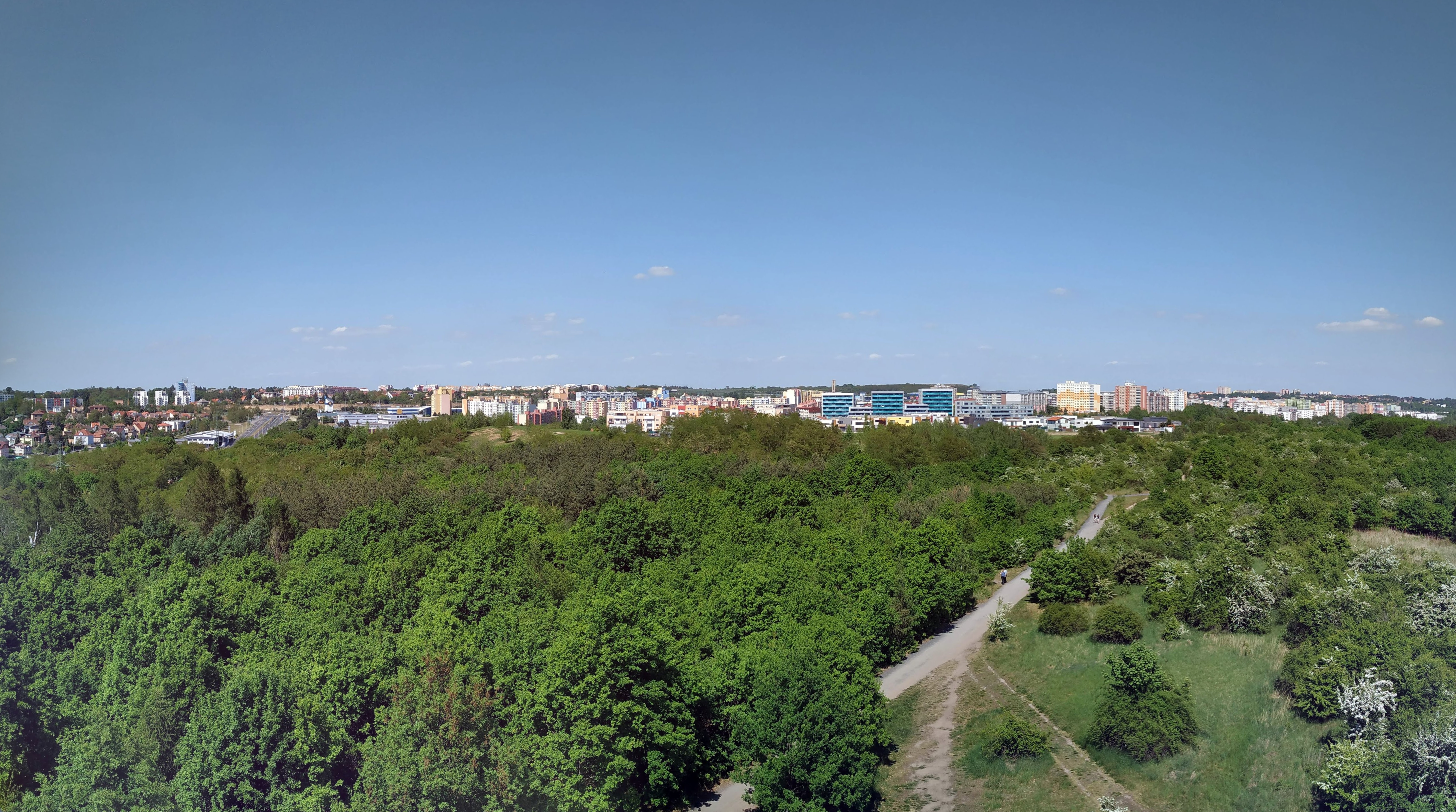
Vue depuis la tour Doubravka XIV vers Černý Most.

### Singapour

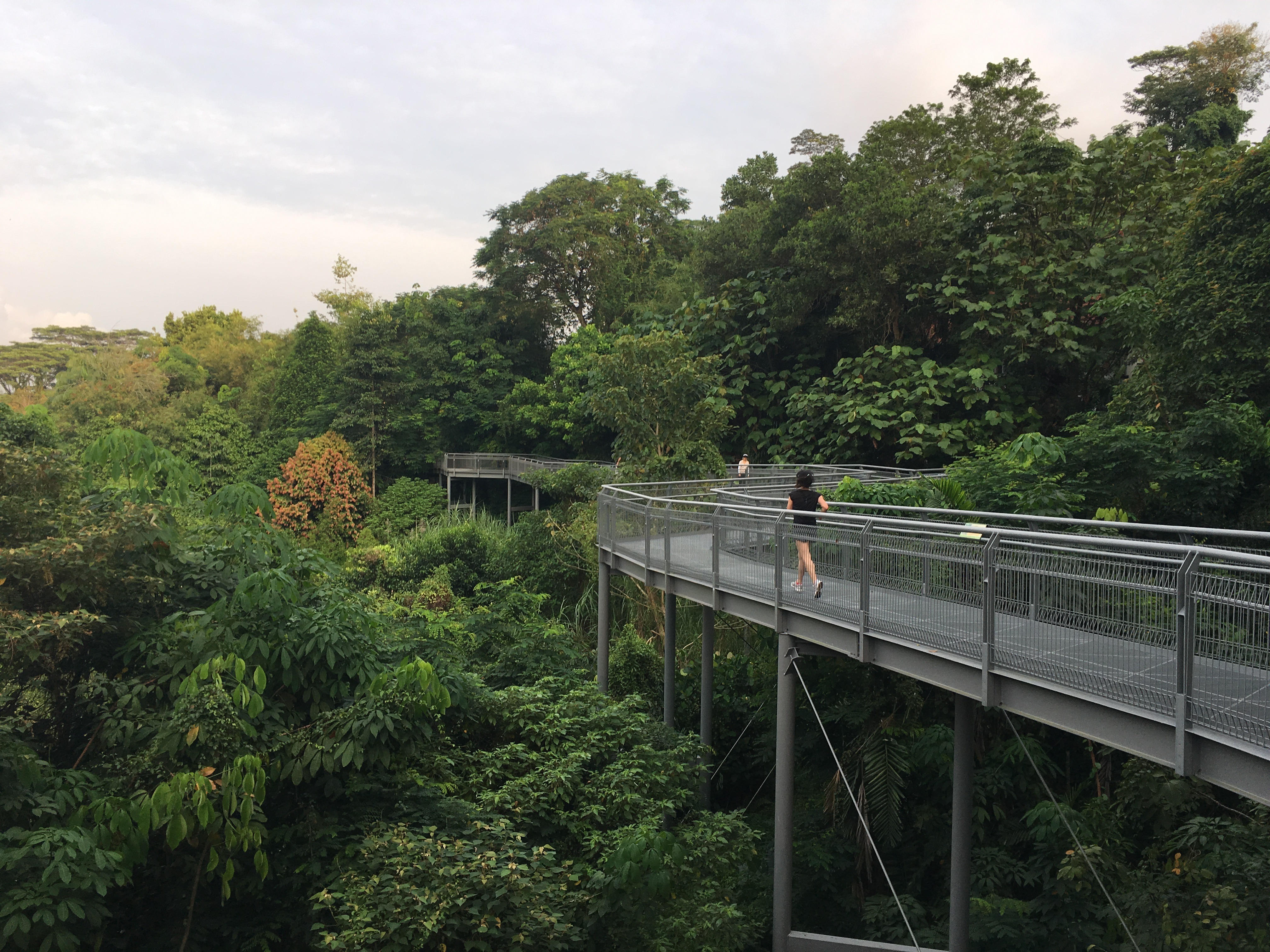
Parcours forestier sur le Southern Ridges.

Le Southern Ridges (en) est une piste de dix kilomètres de longueur reliant plusieurs parcs du sud de Singapour.

### Slovaquie
- Bachledka est situé sur la crête de Spišská Magura, à la frontière des parcs nationaux Pieniny et Tatras. Le sentier fait 1 234 mètres de long et a une hauteur moyenne de 24 mètres. Le chemin s'achève par une tour d'observation de 32 mètres de haut équipée d'un filet de marche et d'un toboggan de 67 mètres de long[29].

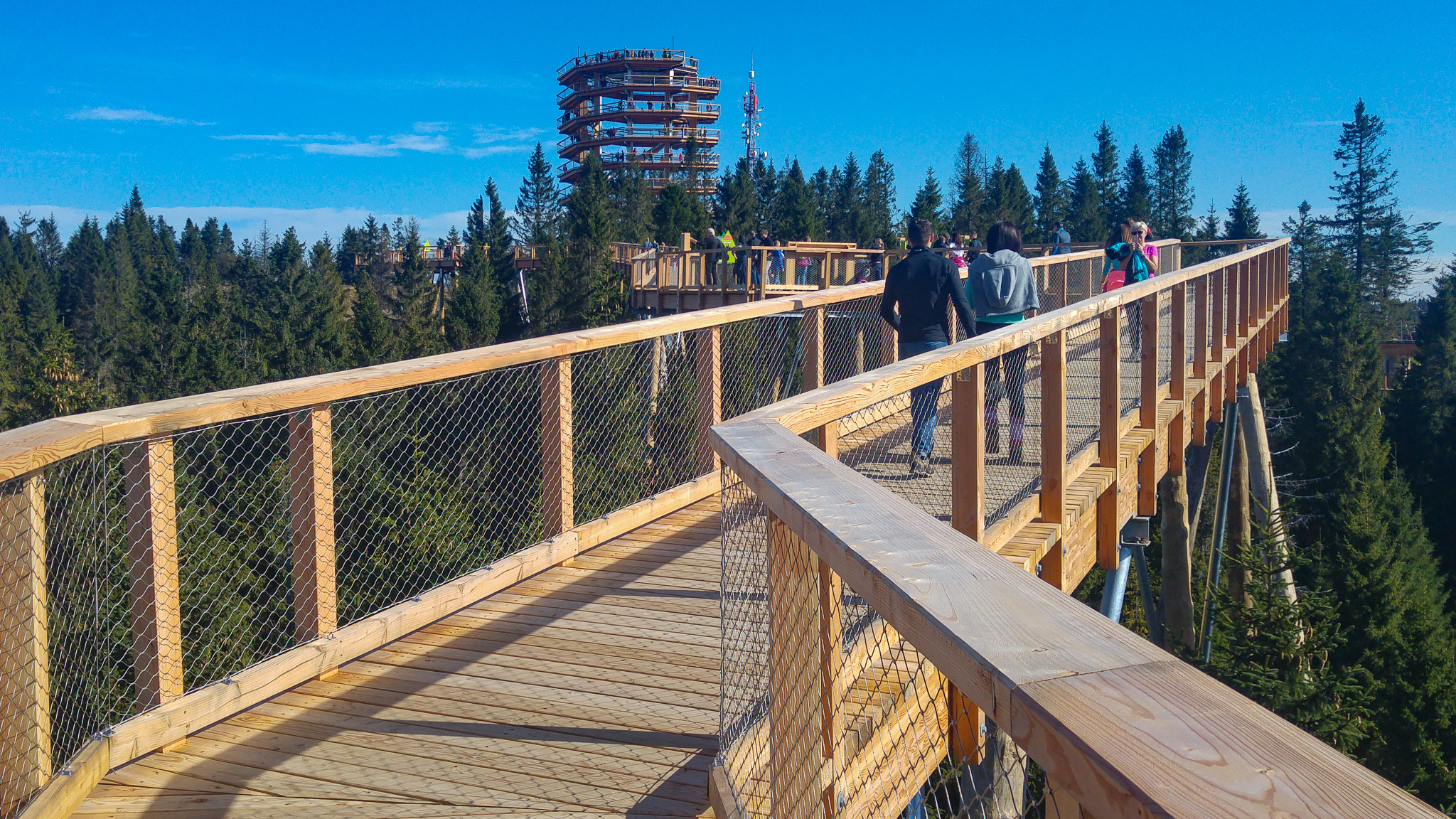
Bachledka - Sentier des cimes et tour d'observation.

### Slovénie
- Rogla est une station de ski située dans les forêts des montagnes du Pohorje, au sommet de la montagne Rogla qui culmine à 1 517 mètres. Le chemin de la canopée fait 522 mètres de long et a une hauteur d'environ 20 mètres. Il comporte des panneaux donnant des informations sur la faune et la flore locales, et un jeu d'abîme factice dont l'objectif est de garder l'équilibre. La tour d'observation a une hauteur de 37 mètres. Elle est équipée d'un toboggan de 60 mètres de long[30].

### Suisse
- Laax dans le canton des Grisons : ouvert en juillet 2020, le chemin s'appelle "Senda dil dragun" ce qui signifie chemin du dragon en romanche grison. Le sentier fait 1 560 mètres mètres de long et zigzague dans la forêt au nord du lac de Laax à une altitude de 2 à 28 mètres; la hauteur moyenne est d'environ 13 mètres. Deux tours forment les points de départ et d'arrivée : la tour de Laax-Murschetg mesure 37 mètres de haut, celle au-dessus du bâtiment scolaire de Laax-Dimplaun mesure 27 mètres de haut. Un toboggan de 73 mètres de long en acier inoxydable permet de descendre de la tour de Murschetg[31].

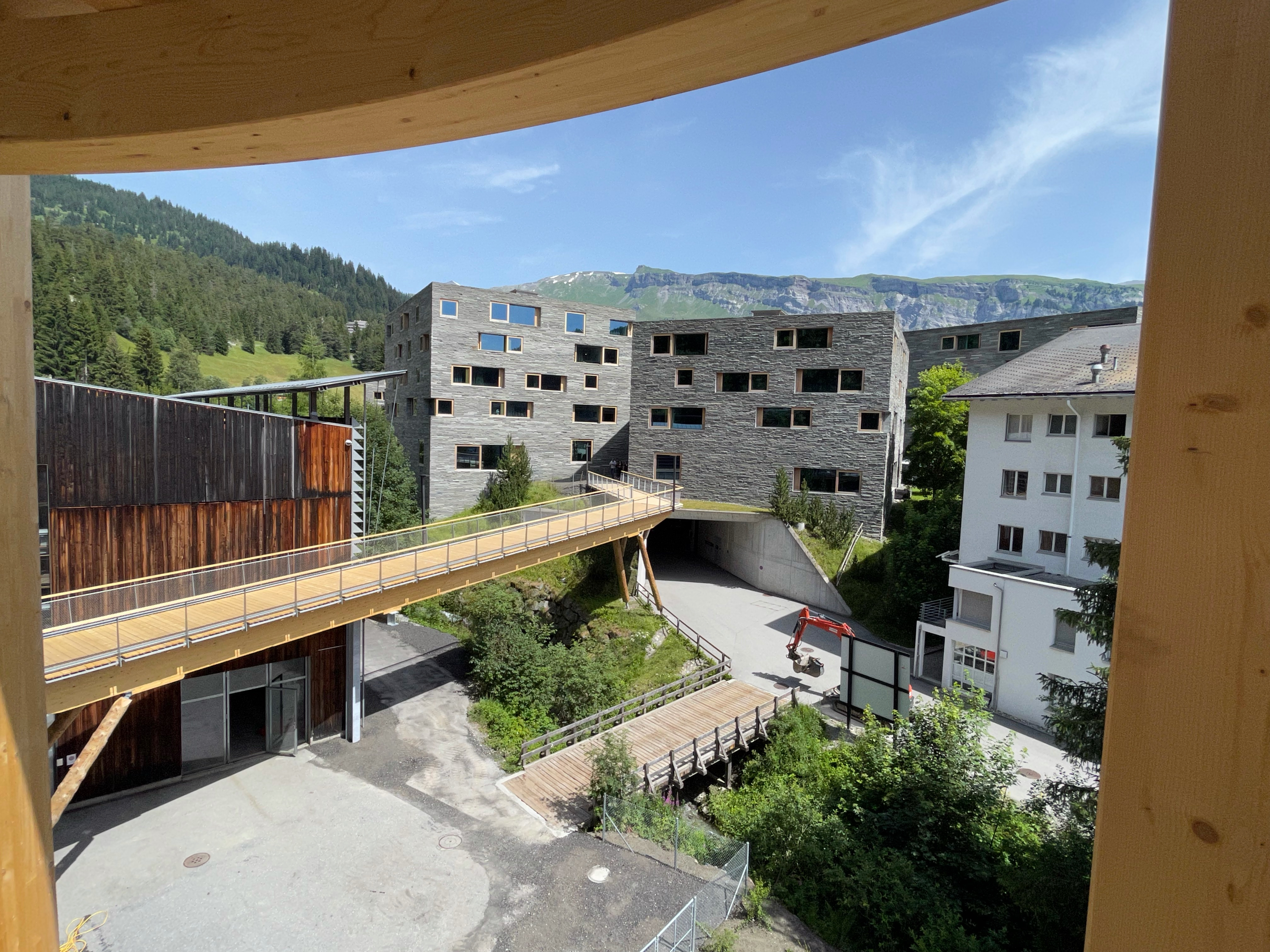
Laax - Accès à la tour.
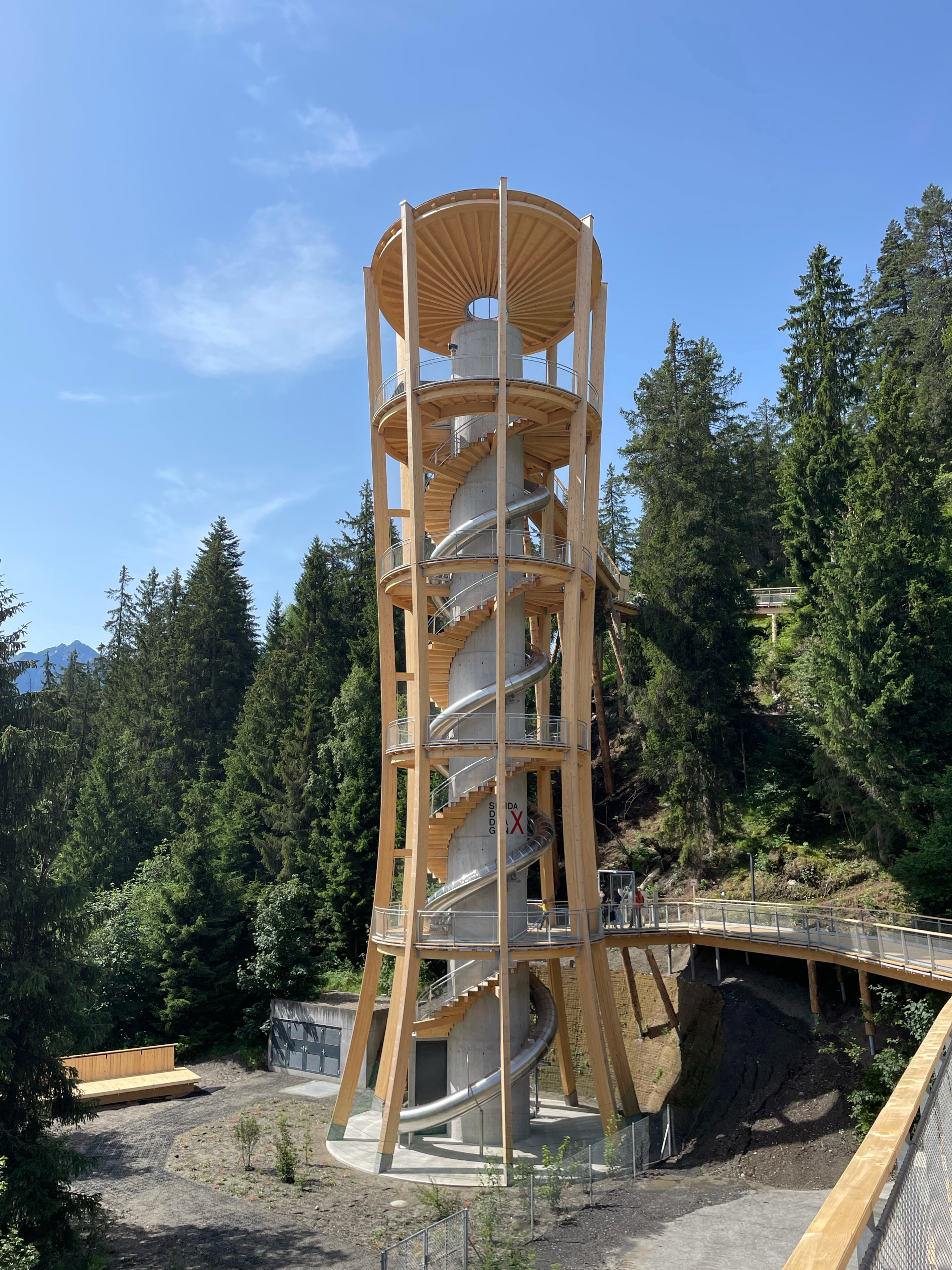
Laax - Tour Murschetg.
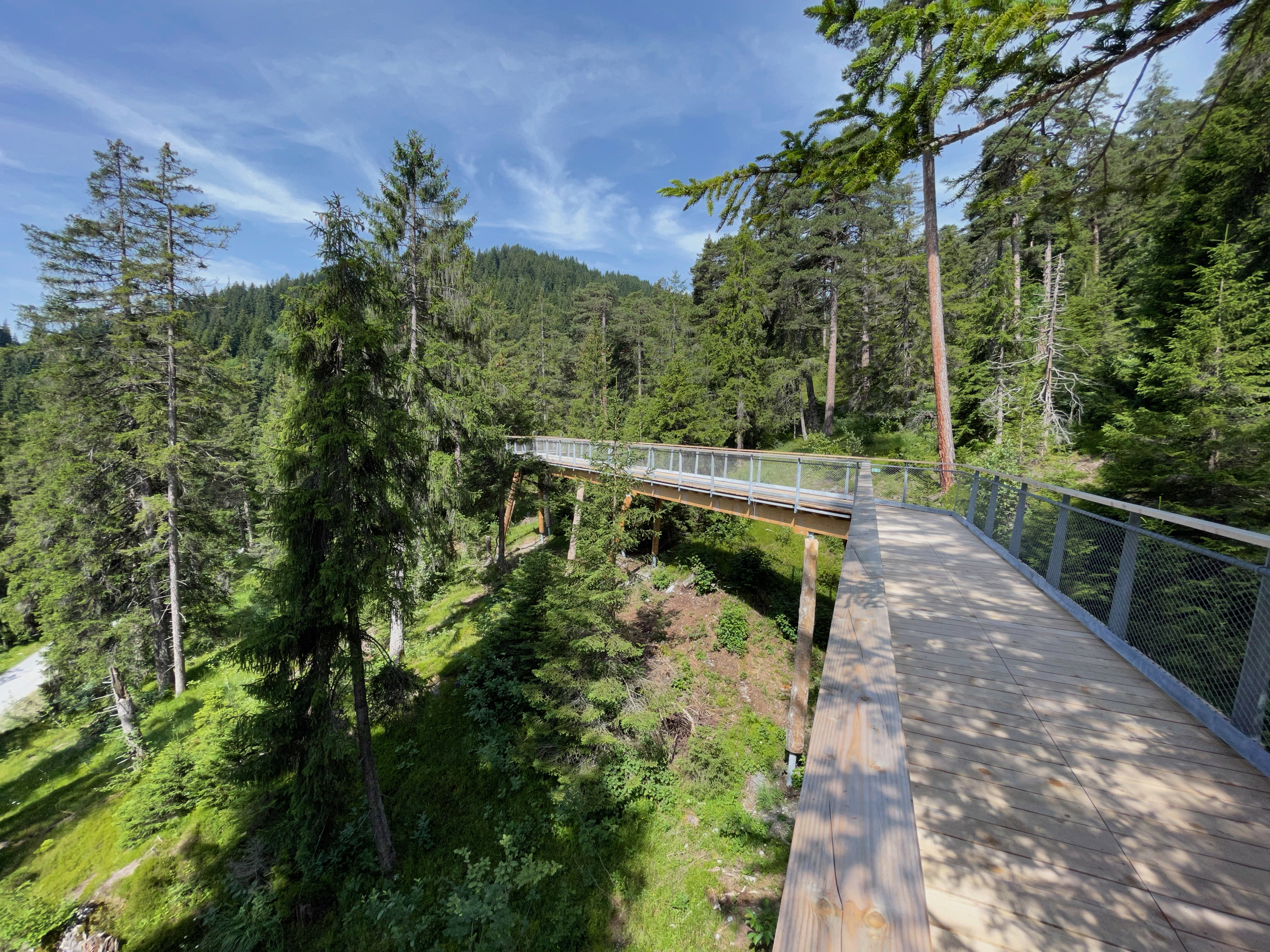
Laax - Sentier des cimes.
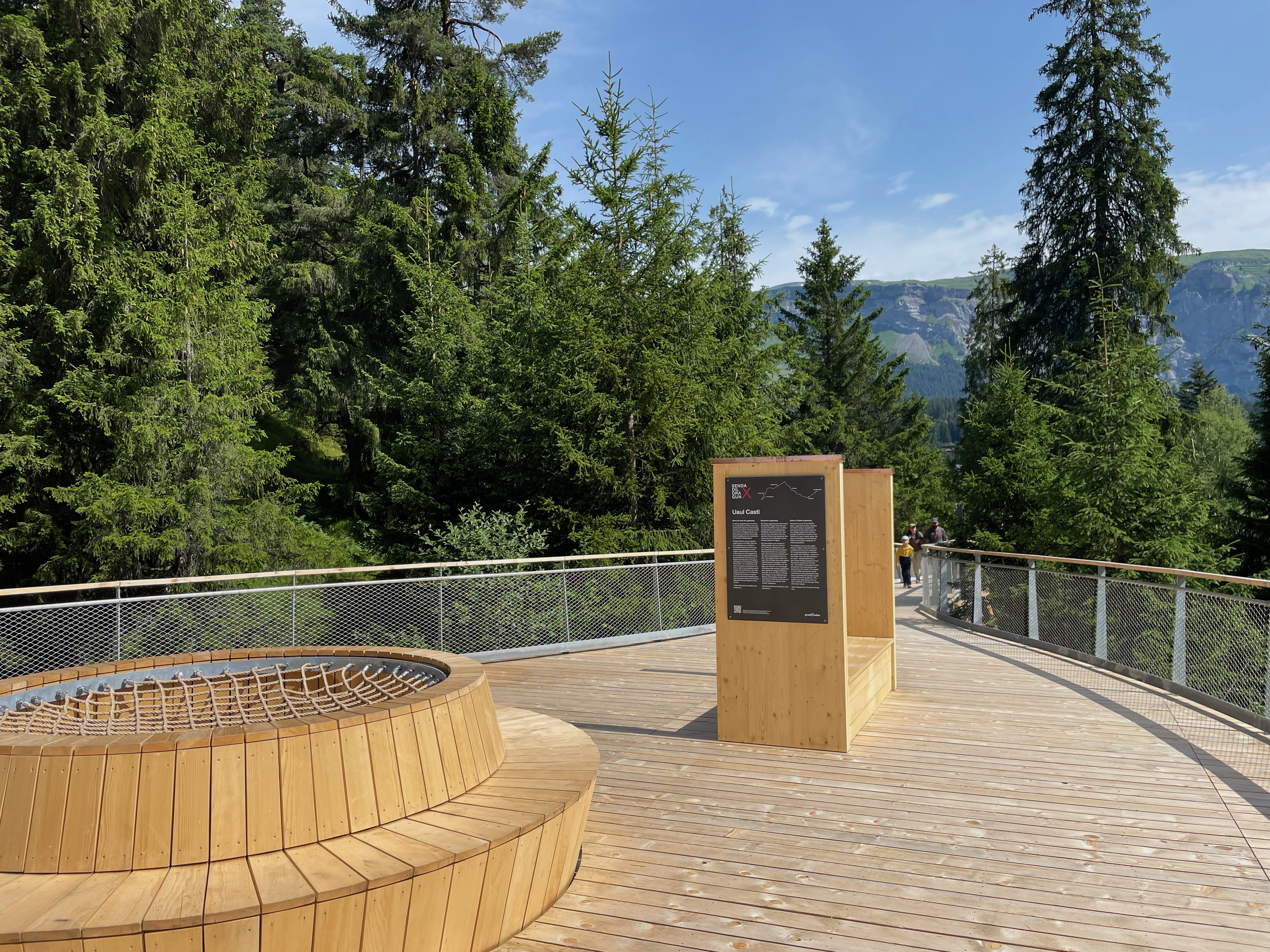
Laax - Plateforme Ual Casti
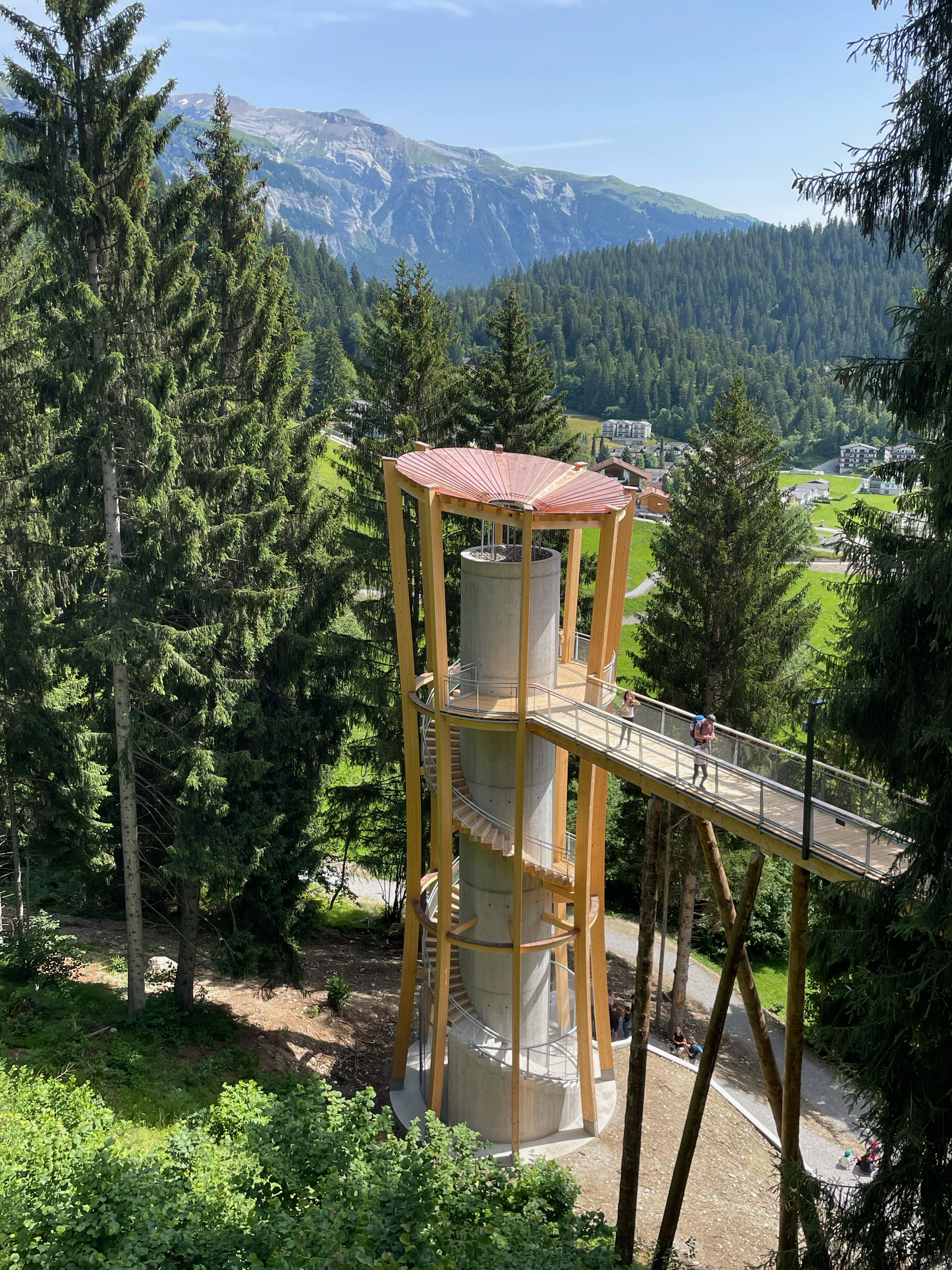
Laax - Tour Laax-Dorf